# 坂本龍馬
坂本 龍馬（さかもと りょうま、天保6年11月15日〈1836年1月3日〉 - 慶応3年11月15日〈1867年12月10日〉）は、日本の幕末の土佐藩士、志士、経営者。諱は直陰（なおかげ）、のちに直柔（なおなり）。通称は龍馬。他に才谷 梅太郎（さいたに うめたろう）などの変名がある（「手紙と変名」の項参照）。

## 概略
土佐藩郷士の家に生まれ、脱藩した後は志士として活動し、貿易会社と政治組織を兼ねた亀山社中（のちの海援隊）を結成した。薩長同盟の成立に協力するなど、倒幕および明治維新に関与した。大政奉還成立後の慶応3年11月15日（1867年12月10日）に京都河原町通蛸薬師下ルの近江屋において暗殺された。実行犯については今井信郎による自供から、京都見廻組によるものという説が有力であるが、異説もある（詳細は「近江屋事件」を参照）。贈正四位。

## 来歴

### 幼少年期

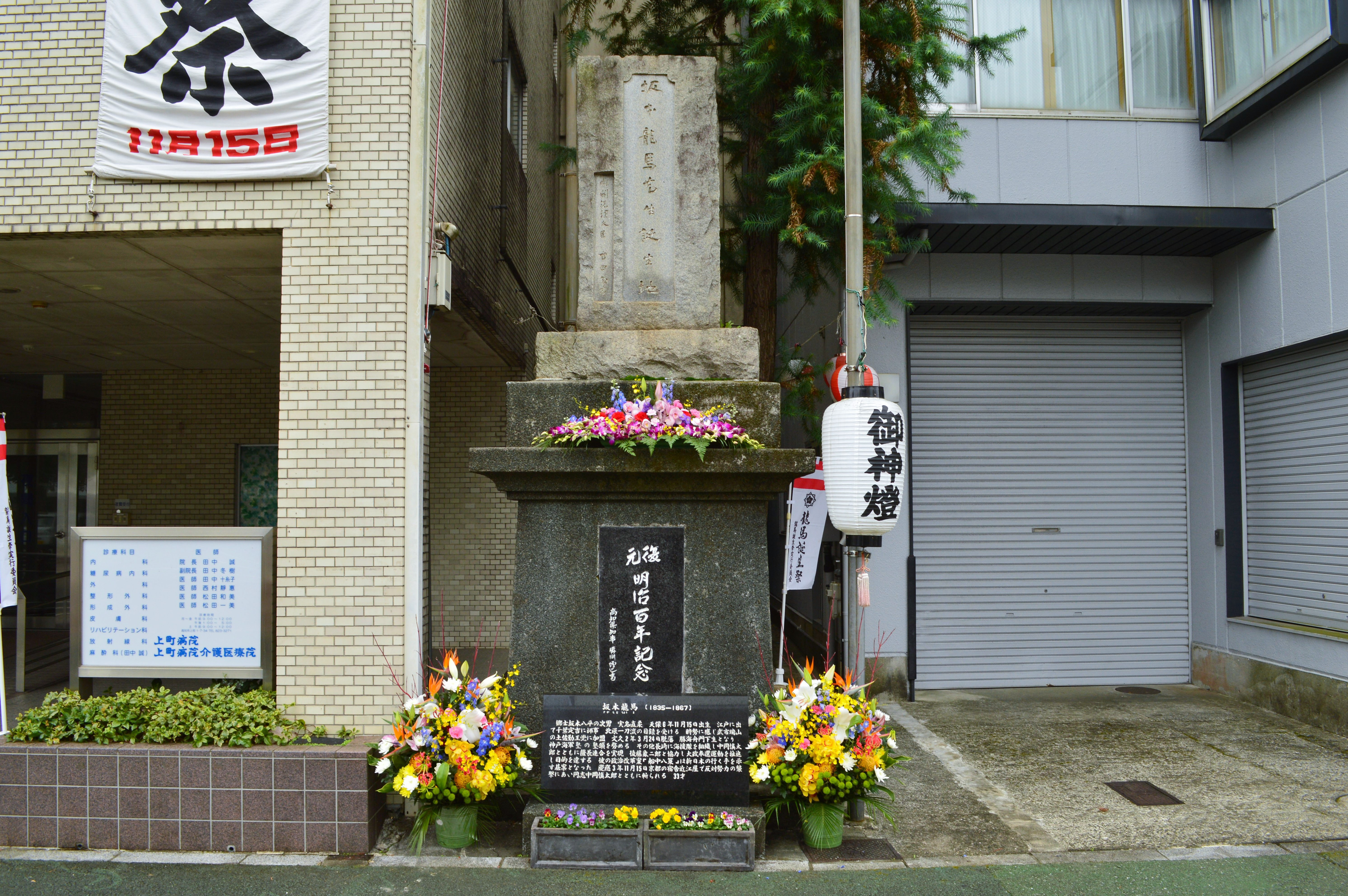
高知市の生誕地・

天保6年11月15日（1836年1月3日）、龍馬は土佐国土佐郡上街本町一丁目（現・高知県高知市上町一丁目）の土佐藩郷士（下級武士・足軽）坂本家に父・坂本直足（八平）、母・幸の間の二男として生まれた。22歳年上の兄（権平）と3人の姉（千鶴、栄、乙女）がいた。坂本家は質屋、酒造業、呉服商を営む豪商才谷屋の分家で、第六代・直益のときに長男・直海が藩から郷士御用人に召し出されて坂本家を興した。土佐藩の武士階級には上士と下士があり、商家出身の坂本家は下士（郷士）だったが（坂本家は福岡家に仕えていたという）、分家の際に才谷屋から多額の財産を分与されており、非常に裕福な家庭だった。
龍馬の父・坂本直足は婿養子として坂本家を継いだ人物で、実祖父の山本家（山本信固）や、その弟・宮地信貞（宮地家を相続）は共に白札郷士であり、龍馬は血統上は上士の人物である。
龍馬は幼少時、泣き虫で弱虫のひ弱な少年であった。実母の幸を10歳の時に病気で亡くす。以後、姉の乙女が母代わりに龍馬を教育する。12歳まで夜尿が直らなかったが、乙女が夜中に厠に起こして連れて行き克服させた。乙女は身長176cm、体重110kgを超える当時としては尋常ならざる体躯を持ち、剣術にも秀でていたため、龍馬の剣術師範も務めたと伝説的に語られる。龍馬は終生、乙女への感謝と恋慕を失わず、現存する龍馬直筆の乙女宛の手紙は16通残っている。

### 江戸遊学
武術で小栗流目録を得た嘉永6年（1853年）、龍馬は武術修行のための1年間の江戸自費遊学を藩に願い出て許された。出立に際して龍馬は父・八平から『修業中心得大意』を授けられ、溝淵広之丞とともに土佐を出立した。4月頃に江戸に到着し、築地の中屋敷（または鍛冶橋の土佐藩上屋敷）に寄宿し、北辰一刀流の桶町千葉道場（現・東京都中央区）の門人となる。道場主の千葉定吉は北辰一刀流創始者千葉周作の弟で、その道場は「小桶町千葉」として知られており、道場には定吉のほかに長男・重太郎と3人の娘（そのうち一人は龍馬の婚約者と言われるさな子）がいた。小千葉道場は千葉周作の「玄武館」（大千葉）と同じ場所に存在したが、身分制度が厳しかったために上級武士は玄武館の所属、下級武士は小千葉道場所属とはっきり分かれており、ともに稽古をすることもなかった。のちに小千葉道場は桶町に建てられた道場に移転するが、そこでも館名がないのはこのためである。ただし、『汗血千里駒』では坂本龍馬は千葉周作の門人としている。嘉永6年当時の桶町には千葉定吉の道場が建てられていなかったことから、二度目の遊学時に桶町千葉道場の門下になったのではという説もある。兵学は窪田清音の門下生である若山勿堂から山鹿流を習得している。

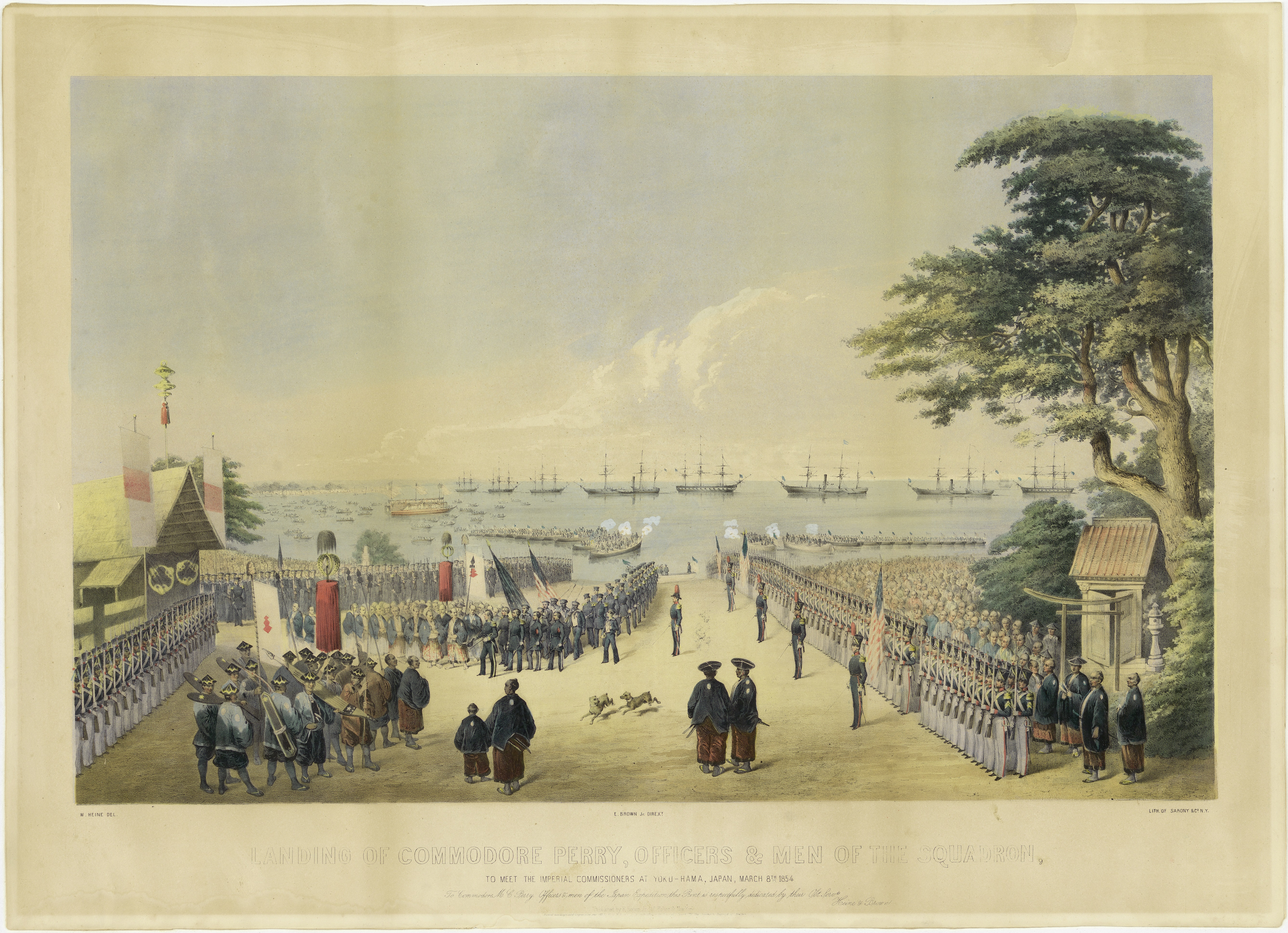
黒船来航

龍馬が小千葉道場で剣術修行を始めた直後の6月3日、ペリー提督率いるアメリカ海軍艦隊が浦賀沖に来航した（黒船来航）。自費遊学の龍馬も臨時招集され、品川の土佐藩下屋敷守備の任務に就いた。龍馬が家族に宛てた当時の手紙では「戦になったら異国人の首を打ち取って帰国します」と書き送っている
。
同年12月、剣術修行の傍ら龍馬は当代の軍学家・思想家である佐久間象山の私塾に入学した。そこでは砲術、漢学、蘭学などの学問が教えられていた。もっとも、象山は翌年4月に吉田松陰の米国軍艦密航事件に関係したとして投獄されてしまい、龍馬が象山に師事した期間はごく短いものだった。
安政元年（1854年）6月23日、龍馬は15か月の江戸修行を終えて土佐へ帰国した。在郷中、龍馬は中伝目録に当たる「小栗流和兵法十二箇条並二十五箇条」 を取得し、日根野道場の師範代を務めた。また、ジョン万次郎を聴取した際に『漂巽紀略』を編んだ絵師・河田小龍宅を訪れて国際情勢について学び、河田から海運の重要性について説かれて大いに感銘し、のちの同志となる近藤長次郎や長岡謙吉らを紹介されている。また、この時期に徳弘孝蔵の下で砲術とオランダ語を学んでいる。
安政2年（1855年）12月4日、父・八平が他界し、坂本家の家督は兄・権平が安政3年（1856年）2月に継承した。同年7月、龍馬は再度の江戸剣術修行を申請して8月に藩から1年間の修業が許され、9月に江戸に到着し、大石弥太郎・龍馬と親戚で土佐勤王党を結成した武市半平太らとともに築地の土佐藩邸中屋敷に寄宿した。二度目の江戸遊学では桶町千葉道場とともに玄武館でも一時期修行している。
安政4年（1857年）に藩に一年の修行延長を願い出て許された。同年8月、盗みを働き切腹沙汰となった従兄弟同士にあたり、のちに日本ハリストス正教会の最初の日本人司祭になる山本琢磨を逃がす。安政5年（1858年）1月、師匠の千葉定吉から「北辰一刀流長刀兵法目録」を授けられる。北辰一刀流免許皆伝と言われることもあるが、発見・現存している目録は「北辰一刀流長刀兵法目録」を与えられたものであり一般にいう剣術ではなく薙刀術である。しかしながら龍馬が北辰一刀流の剣術修行していたのは確かであり「免許皆伝を伝授された」という話や資料もある
同年9月に土佐へ帰国した。

### 土佐勤王党
土佐藩では、江戸幕府からの黒船問題に関する各藩への諮問を機に藩主の山内豊信（容堂）が吉田東洋を参政に起用して、意欲的な藩政改革に取り組んでいた。また、容堂は水戸藩主・徳川斉昭、薩摩藩主・島津斉彬、宇和島藩主・伊達宗城らとともに将軍継嗣問題では一橋慶喜を推戴して幕政改革をも企図していた。しかし、安政5年（1858年）4月に井伊直弼が幕府大老に就任すると、幕府は一橋派を退けて徳川慶福（家茂）を将軍継嗣に定め、開国を強行して反対派の弾圧に乗り出した（安政の大獄）。一橋派の容堂も安政6年（1859年）2月に家督を養子・山内豊範に譲り、隠居を余儀なくされた。隠居謹慎したものの藩政の実権は容堂にあり、吉田東洋を中心とした藩政改革は着々と進められた。
安政7年（1860年）3月3日、井伊直弼が江戸城へ登城途中の桜田門外で水戸脱藩浪士らの襲撃を受けて暗殺される（桜田門外の変）。事件が土佐に伝わると、下士の間で議論が沸き起こり尊王攘夷思想が土佐藩下士の主流となった。
同年7月、龍馬の朋友であり、親戚でもある武市半平太が、武者修行のために門人の岡田以蔵、久松喜代馬、島村外内らとともに土佐を出立した。龍馬は「今日の時勢に武者修行でもあるまい」と笑ったが、実際は西国諸藩を巡って時勢を視察することが目的であった。一行はまず讃岐丸亀藩に入り、備前、美作、備中、備後、安芸、長州などを経て九州に入り、途中で龍馬の外甥の高松太郎と合流している。
文久元年（1861年）3月、土佐で井口村刃傷事件（永福寺事件）が起こり、下士と上士の間で対立が深まった。『維新土佐勤王史』にはこの事件について「坂本等、一時池田の宅に集合し、敢て上士に対抗する気勢を示したり」とある。なお、事件の当事者で切腹した池田虎之進の介錯を龍馬が行って、その血に刀の下緒を浸しながら下士の団結を誓ったという逸話が流布しているが、これは坂崎紫瀾の小説『汗血千里駒』のフィクションである。　
同年4月、武市半平太は江戸に上り、水戸・長州・薩摩などの諸藩の藩士と交流を持った。土佐藩の勤王運動が諸藩に後れを取っていることを了解し、武市は長州の久坂玄瑞、薩摩の樺山三円と各藩へ帰国して藩内同志の結集を試み、藩論をまとめ、これをもって各藩の力で朝廷の権威を強化し、朝廷を助けて幕府に対抗することで盟約を交わした。これにより同年8月、武市は江戸で密かに少数の同志とともに「土佐勤王党」を結成し、盟曰（めいえつ）を決めた。
武市は土佐に戻って192人の同志を募り、龍馬は9番目、国元では筆頭として加盟した。武市が勤王党を結成した目的は、これを藩内勢力となして、藩の政策（主に老公山内容堂の意向）に影響を与え、尊王攘夷の方向へ導くことにあった。
勤王党結成以来、武市は藩内に薩長二藩の情勢について説明をするのみならず、土佐もこれに続いて尊王運動の助力となるべきと主張した。しかし、参政吉田東洋をはじめとした当時の藩政府は「公武合体」が藩論の主要な方針であり、勤王党の尊王攘夷の主張は藩内の支持を得ることができなかった。

### 脱藩
挙藩勤王を目指す武市は、積極的に方策を講じるとともに絶えず諸藩の動向にも注意し、土佐勤王党の同志を四国・中国・九州などへ動静調査のために派遣しており、龍馬もその中の一人であった。文久元年（1861年）10月、日根野弁治から小栗流皆伝目録「小栗流和兵法三箇條」 を授かったあとに、龍馬は丸亀藩への「剣術詮議」（剣術修行）の名目で土佐を出て文久2年（1862年）1月に長州萩を訪れ、長州藩における尊王運動の主要人物である久坂玄瑞と面会し、久坂から「草莽崛起、糾合義挙」を促す武市宛の書簡を託されている。萩へ向かう途中で宇和島藩に立ち寄り、窪田派田宮流剣術師範・田都味嘉門の道場に他流試合を申し込むが、この田都味道場には土居通夫、児島惟謙がいた。
龍馬は同年2月にその任務を終えて土佐に帰着したが、このころ、薩摩藩国父・島津久光の率兵上洛の知らせが土佐に伝わる。土佐藩が二の足を踏んでいると感じていた土佐勤王党同志の中には脱藩して京都へ行き、薩摩藩の勤王義挙に参加しようとする者が出てきた。これは実際には島津久光が幕政改革を進めるための率兵上洛であったが、尊攘激派の志士の間では討幕の挙兵と勘違いされたものであった。これに参加するべく、まず吉村虎太郎が、次いで沢村惣之丞らが脱藩し、彼らの誘いを受けて龍馬も脱藩を決意したものと思われる。脱藩とは藩籍から離れて一方的に主従関係の拘束から脱することであり、脱藩者は藩内では罪人となり、さらに藩内に留まった家族友人も連座の罪に問われることになる。武市は藩を挙げての行動を重んじ、草莽の義挙には望みを託さず脱藩には賛同しなかった。
龍馬の脱藩は文久2年（1862年）3月24日のことで、当時既に脱藩していた沢村惣之丞や、那須信吾（のちに吉田東洋を暗殺して脱藩し天誅組の変に参加）の助けを受けて土佐を抜け出した 龍馬が脱藩を決意すると、兄・権平は彼の異状に気づいて強く警戒し、身内や親戚友人に龍馬の挙動に特別に注意することを要求し、龍馬の佩刀を全て取り上げてしまった。このとき、龍馬と最も親しい姉の乙女が権平を騙して倉庫に忍び入り、権平秘蔵の刀「肥前忠広」を龍馬に門出の餞に授けたという逸話がある。
脱藩した龍馬と沢村は、まず吉村寅太郎のいる長州下関の豪商白石正一郎宅を訪ねたが、吉村は二人を待たずに京都へ出立していた。尊攘派志士の期待と異なり、島津久光の真意はあくまでも公武合体であり、尊攘派藩士の動きを知った久光は驚愕して鎮撫を命じ、4月23日に寺田屋騒動が起こり薩摩藩尊攘派は粛清、伏見で義挙を起こそうという各地の尊皇攘夷派の計画も潰えた。吉村はこの最中に捕縛されて土佐へ送還されている。当面の目標をなくした龍馬は、一般的には沢村と別れて薩摩藩の動静を探るべく九州に向かったとされるが、この間の龍馬の正確な動静は明らかではない。
一方、土佐では吉田東洋が4月8日に暗殺され（勤王党の犯行とされる）、武市が藩論の転換に成功して藩主の上洛を促していた。龍馬は7月頃に大坂に潜伏している。この時期に龍馬は望月清平と連絡をとり、自らが吉田東洋暗殺の容疑者とみなされていることを知らされる。

### 勝海舟と神戸海軍操練所

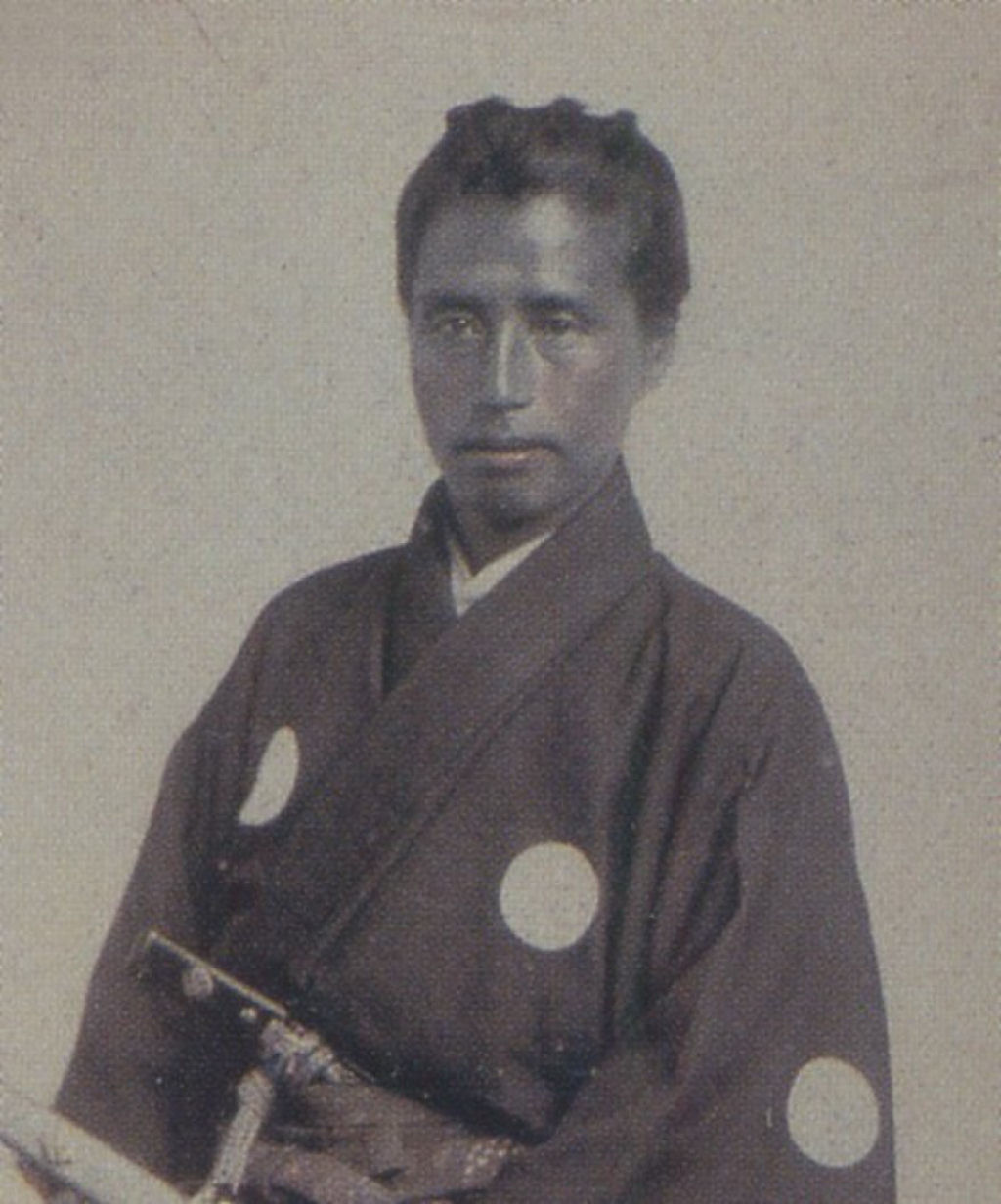
勝海舟

龍馬は文久2年（1862年）8月に江戸に到着して小千葉道場に寄宿した。
この期間、龍馬は土佐藩の同志のほか長州藩の久坂玄瑞や高杉晋作らと交流している。
12月5日、龍馬は間崎哲馬や近藤長次郎とともに幕府政事総裁職にあった前福井藩主・松平春嶽に拝謁した。12月9日、春嶽から幕府軍艦奉行並・勝海舟への紹介状を受けた龍馬と門田為之助・近藤長次郎は海舟の屋敷を訪問して門人となった。
龍馬と千葉重太郎が開国論者の海舟を斬るために訪れたが、逆に世界情勢と海軍の必要性を説かれた龍馬が大いに感服し、己の固陋を恥じてその場で海舟の弟子になったという話が広く知られており、この話は海舟本人が明治23年に『追賛一話』で語ったものが出典である。だが、春嶽から正式な紹介状を受けての訪問であること、また海舟の日記に記載されている12月29日の千葉重太郎の訪問時にはすでに龍馬は弟子であった可能性があることから、近年では前述の龍馬と海舟との劇的な出会いの話は海舟の誇張、または記憶違いであるとする見方が強い。いずれにせよ、龍馬が海舟に心服していたことは姉・乙女への手紙で海舟を「日本第一の人物」と称賛していることによく現れている。
勝海舟は山内容堂に取りなして、文久3年（1863年）2月25日に龍馬の脱藩の罪は赦免され、さらに土佐藩士が海舟の私塾に入門することを追認した。龍馬は海舟が進めていた海軍操練所設立のために奔走し、土佐藩出身者の千屋寅之助、新宮馬之助、望月亀弥太、近藤長次郎、沢村惣之丞、高松太郎、安岡金馬らが海舟の門人に加わっている。また、龍馬が土佐勤王党の岡田以蔵を海舟の京都での護衛役にし、海舟が路上で3人の浪士に襲われた際に以蔵がこれを一刀のもとに斬り捨てた事件はこの頃のことである。
幕府要人と各藩藩主に海軍設立の必要性を説得するため、海舟は彼らを軍艦に便乗させて実地で経験させた。4月23日、14代将軍・徳川家茂が軍艦「順動丸」に乗艦のあと、「神戸海軍操練所」設立の許可を受け同時に海舟の私塾（神戸海軍塾）開設も認められた。幕府から年三千両の経費の支給も承諾されたが、この程度の資金では海軍操練所の運営は賄えず、そのため5月に龍馬は福井藩に出向して松平春嶽から千両を借入れした。
5月17日付の姉・乙女への手紙で「この頃は軍学者勝麟太郎大先生の門人になり、ことの外かわいがられ候…すこしエヘンに顔をし、ひそかにおり申し候。エヘン、エヘン」 と近況を知らせている。

神戸海軍操練所跡碑・

龍馬が神戸海軍操練所設立のために方々を奔走していた最中の同年4月、土佐藩の情勢が変わり、下士階層の武市半平太が藩論を主導していることに不満を持っていた山内容堂は再度実権を取り戻すべく、吉田東洋暗殺の下手人の探索を命じ、土佐勤王党の粛清に乗り出した。6月に勤王党の間崎哲馬・平井収二郎・弘瀬健太が切腹させられた。平井の妹・加尾は龍馬の恋人とされる女性で、龍馬は6月29日付の手紙で姉・乙女へ「平井収二郎のことは誠にむごい、妹の加尾の嘆きはいかばかりか」 と書き送っている。また、同じ手紙で攘夷を決行して米仏軍艦と交戦して苦杯を喫した長州藩の情勢と（下関戦争）、その際、幕府が姦吏の異人と内通し外国艦船の修理をしていることについて強い危機感を抱き「右申所の姦吏を一事に軍いたし打ち殺、日本を今一度洗濯いたし申し候」 と述べている。
8月18日、倒幕勢力最有力であった長州藩の京都における勢力を一網打尽にすべく、薩摩藩と会津藩が手を組み「八月十八日の政変」が起きた。これにより京都の政情は一変し、佐幕派が再び実権を握った。8月に天誅組が大和国で挙兵したが、翌9月に壊滅して吉村虎太郎、那須信吾ら多くの土佐脱藩志士が討ち死にしている（天誅組の変）。土佐では9月に武市半平太が投獄され、土佐勤王党は壊滅状態に陥っていた（武市は1年半の入牢後の慶応元年閏5月に切腹となっている）。
10月に龍馬は神戸海軍塾塾頭に任ぜられた。翌元治元年（1864年）2月に前年に申請した帰国延期申請が拒否されると、龍馬は海軍操練所設立の仕事を続けるために再び藩に拘束されることを好まず、藩命を無視して帰国を拒絶して再度の脱藩をする。2月9日、海舟は前年5月から続いている長州藩による関門海峡封鎖の調停のために長崎出張の命令を受け、龍馬もこれに同行した。熊本で龍馬は横井小楠を訪ねて会合し、小楠はその返書として海舟に『海軍問答』を贈り、海軍建設に関する諸提案をした。
5月、龍馬は生涯の伴侶となる楢崎龍（お龍）と出会い、のちに彼女を懇意にしていた寺田屋の女将・お登勢に預けている。5月14日、海舟が正規の軍艦奉行に昇進して神戸海軍操練所が発足した。6月17日、龍馬は下田で海舟と会合し、京摂の過激の輩数十人（あるいは200人ほど）を蝦夷地開拓と通商に送り込む構想を話し、老中の水野忠精も承知し、資金三、四千両も集めていると述べている。
この時点では龍馬と海舟は知らなかったが、6月5日に池田屋事件が起きており京都の情勢は大きく動いていた。池田屋事件で肥後藩の宮部鼎蔵、長州藩の吉田稔麿ら多くの尊攘派志士が落命または捕縛され、死者の中には土佐の北添佶摩と望月亀弥太もいた。北添は龍馬が開拓を構想していた蝦夷地を周遊した経験のある人物で、望月は神戸海軍塾の塾生であった。
八月十八日の政変と池田屋事件のあと、長州藩は薩摩・会津勢力によって一掃された。7月19日に京都政治の舞台に戻ることを目標とした長州軍約3,000が御所を目指して進軍したが、一日の戦闘で幕府勢力に敗れた（禁門の変）。それから少しあとの8月5日、長州は英米仏蘭四カ国艦隊による下関砲撃を受けて大打撃を蒙った（下関戦争）。禁門の変で長州兵が御所に発砲したことで長州藩は朝敵の宣告を受け、幕府はこの機に長州征伐を発令した。二度の敗戦により長州藩には抗する戦力はなく、11月に責任者の三家老が切腹して降伏恭順した（長州征討）。
お龍の後年の回想によると、これらの動乱の最中の8月1日に龍馬はお龍と内祝言を挙げている。8月中旬頃に龍馬は海舟の紹介を受けて薩摩の西郷隆盛に面会し、龍馬は海舟に対して西郷の印象を「少し叩けば少し響き、大きく叩けば大きく響く」と評している。
望月の件に続き、塾生の安岡金馬が禁門の変で長州軍に参加していたことが幕府から問題視され、さらに海舟が老中・阿部正外の不興を買ったこともあり、10月22日に海舟は江戸召還を命ぜられ、11月10日には軍艦奉行も罷免されてしまった。これに至って、神戸海軍操練所廃止は避けられなくなり、龍馬ら塾生の後事を心配した海舟は江戸へ出立する前に薩摩藩城代家老の小松帯刀に彼らを託して、薩摩藩の庇護を依頼した。慶応元年（1865年）3月12日に神戸海軍操練所は廃止になった。

### 亀山社中（のちの海援隊）

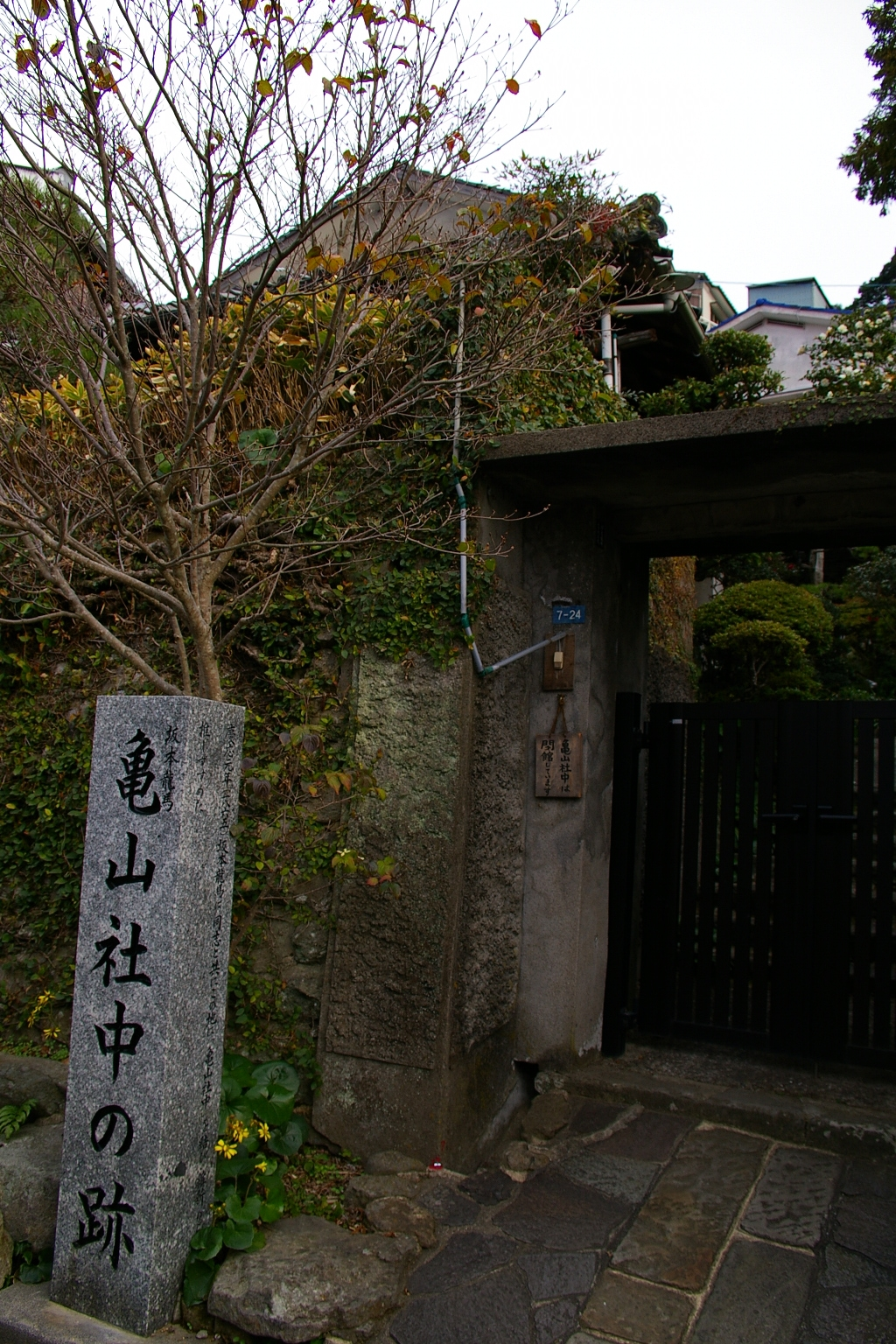
亀山社中跡（現亀山社中記念館、長崎市・）

龍馬ら塾生の庇護を引き受けた薩摩藩は彼らの航海術の専門知識を重視しており、五代友厚らは慶応元年（1865年）5月頃に龍馬らに出資した（亀山社中）。またイギリス式銃兵隊を養成する宇和島藩の児島惟謙らとも親交を結んだ。これは商業活動に従事する近代的な株式会社に類似した性格を持つ組織であり、当時商人が参集していた長崎の小曽根乾堂家を根拠地として、下関の伊藤助太夫家、そして京都の酢屋に事務所を設置した。
長州藩では前年の元治元年（1864年）12月に高杉晋作が挙兵し、恭順派政権を倒して再び尊攘派が政権を掌握していた（功山寺挙兵）。亀山社中の成立は商業活動の儲けによって利潤を上げることのほかに、当時、水火のごとき関係にあった薩長両藩和解の目的も含まれており、のちの薩長同盟成立（後述）に貢献することになる。

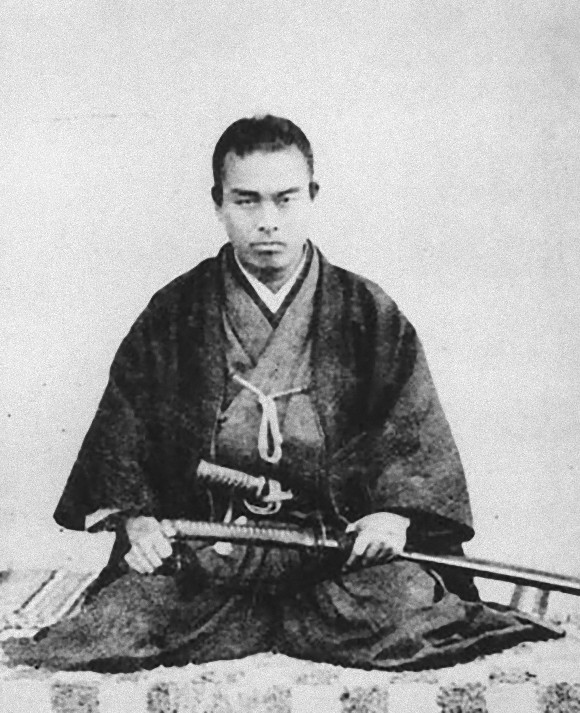
中岡慎太郎

幕府勢力から一連の打撃を受けて、長州藩には彼らを京都政治から駆逐した中心勢力である薩摩・会津両藩に対する根強い反感が生じており、一部の藩士はともには天を戴かずと心中に誓い、たとえば「薩奸會賊（「さっかんかいぞく」薩摩の薩と會津（会津の旧漢字）の會）」の四文字を下駄底に書き踏みつけて鬱憤を晴らす者がいたほどだった。このような雰囲気の中でも、土佐脱藩志士中岡慎太郎とその同志土方久元は薩摩、長州の如き雄藩の結盟を促し、これをもって武力討幕を望んでいた。龍馬は大村藩志士の渡辺昇と会談し、薩長同盟の必要性を力説する。渡辺は元練兵館塾頭で桂小五郎らと昵懇であったため、長州藩と坂本龍馬を周旋。長崎で龍馬と桂を引き合わせた。慶応元年（1865年）5月、まず土方と龍馬が協同して桂を説諭し、下関で薩摩の西郷隆盛と会談することを承服させる。同時に中岡は薩摩に赴き、西郷に会談を応じるよう説いた。同年閏5月21日、龍馬と桂は下関で西郷の到来を待ったが、「茫然と」した中岡が漁船に乗って現れただけであった。西郷は下関へ向かっていたが、途中で朝議が幕府の主張する長州再征に傾くことを阻止するために急ぎ京都へ向かってしまっていた。桂は激怒して、和談の進展は不可能になったかに見えたが、龍馬と中岡は薩長和解を諦めなかった。
討幕急先鋒の立場にある長州藩に対して、幕府は国外勢力に対して長州との武器弾薬類の取り引きを全面的に禁止しており、長州藩は近代的兵器の導入が難しくなっていた。一方、薩摩藩は兵糧米の調達に苦慮していた。ここで龍馬は薩摩藩名義で武器を調達して密かに長州に転売し、その代わりに長州から薩摩へ不足していた米を回送する策を提案した。取り引きの実行と貨物の搬送は亀山社中が担当する。この策略によって両藩の焦眉の急が解決することになるため、両藩とも自然これに首肯した。
これが亀山社中の初仕事になり、8月、長崎のグラバー商会からミニエー銃4,300挺、ゲベール銃3,000挺の薩摩藩名義での長州藩への買いつけ斡旋に成功した。これは同時に薩長和解の最初の契機となった。また、近藤長次郎（この当時は上杉宗次郎と改名）の働きにより、薩摩藩名義でイギリス製蒸気軍艦ユニオン号（薩摩名「桜島丸」、長州名「乙丑丸」）の購入に成功し、所有権を巡って紆余曲折はあったが10月と12月に長州藩と桜島丸条約を結び、同船の運航は亀山社中に委ねられることになった。
9月には長州再征の勅命には薩摩は従わない旨の「非義勅命は勅命にあらず」という重要な大久保一蔵の書簡を、長州藩重役広沢真臣に届けている。11月に坂本龍馬は、五代才助を伴い下関に行き広沢真臣と、商社示談箇条書を結んだ。

### 薩長同盟

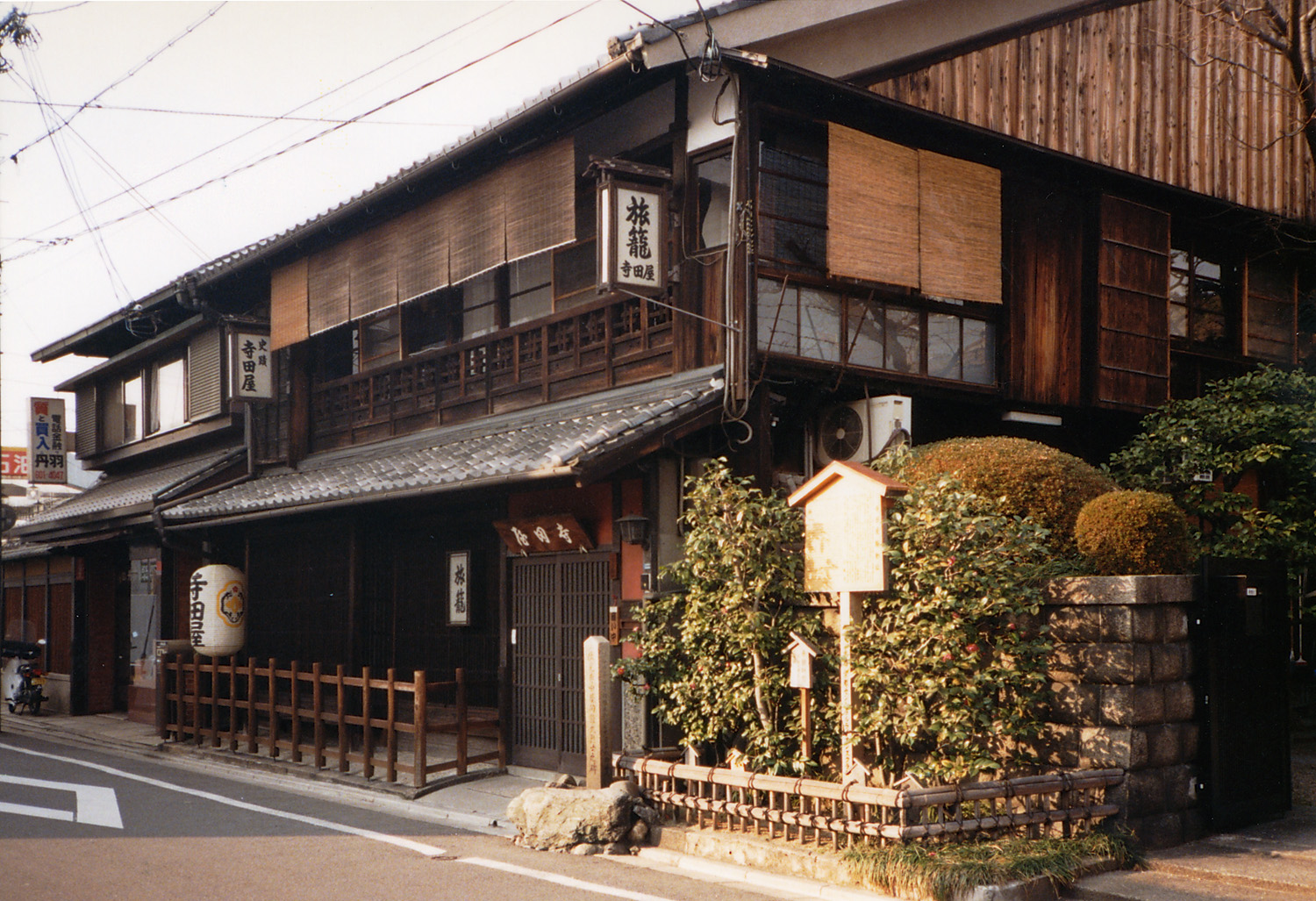
京都伏見寺田屋・

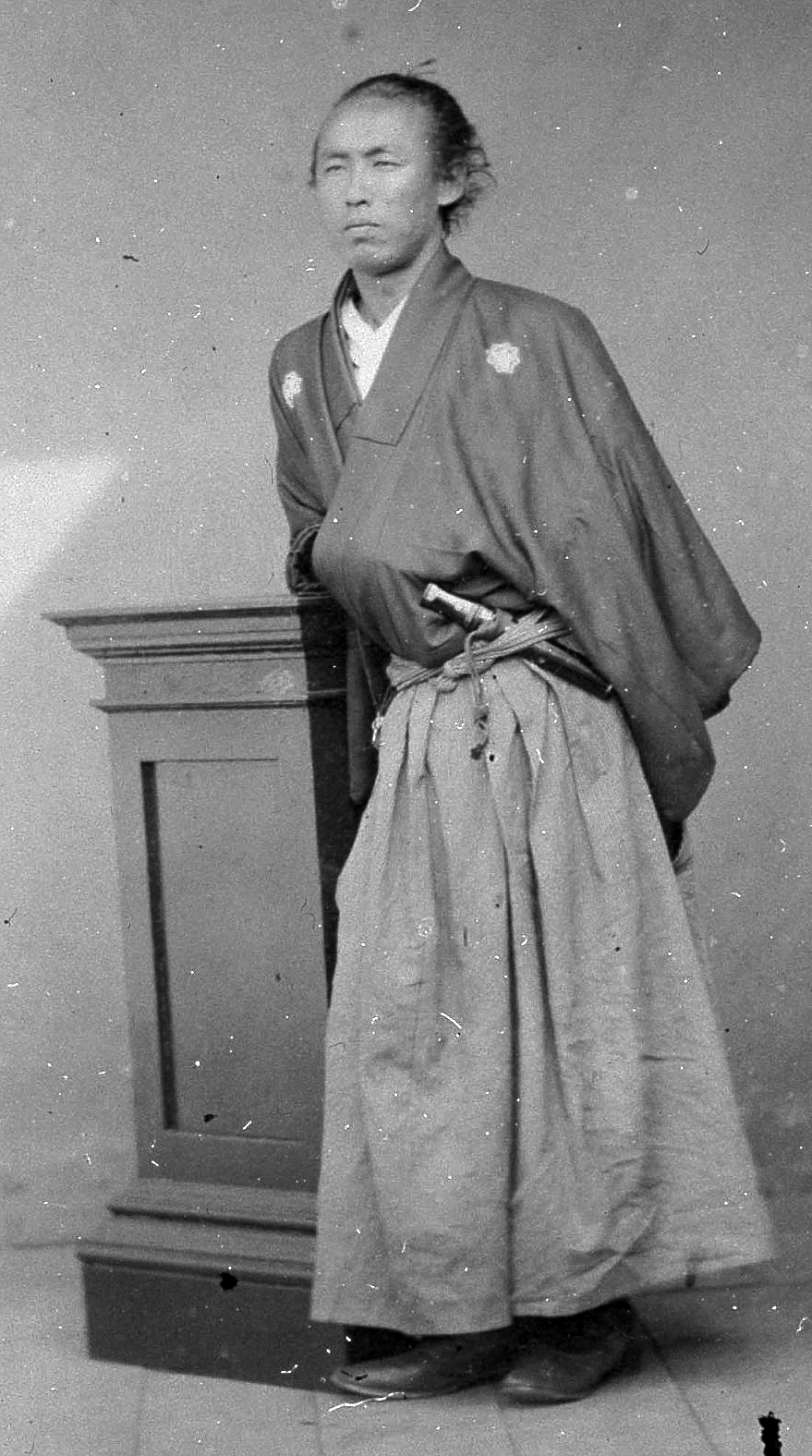
慶応2年または3年に、上野彦馬が長崎に開業した上野撮影局で撮影された肖像写真

慶応2年（1866年）1月8日、小松帯刀の京都屋敷において、桂と西郷の会談が開かれた。だが、話し合いは難航して容易に妥結しなかった。龍馬が1月20日に下関から 京都に到着すると未だ盟約が成立していないことに驚愕し、桂に問いただしたところ、長州はこれ以上頭を下げられないと答えた。龍馬はそれ以上桂を責めることはしなかった。しかし薩摩側が桂の帰藩を止め、1月22日、薩摩側からの6か条の条文が提示された。その場で検討が行われ、桂はこれを了承した。これにより薩長両藩は後世薩長同盟と呼ばれることになる盟約を結んだ。龍馬はこの締結の場に列席している。盟約成立後、桂は自分の記憶に誤りがないかと、龍馬に条文の確認を行い、間違いないという返書を受け取っている。
龍馬は薩長同盟成立にあたって両者を周旋し、交渉をまとめた立役者となった。桂が難色を示したあとに、龍馬が西郷に働きかけ、妥協を引き出したとされる。これは桂の回顧録がもとになっている
逆に近年の研究者の主張で西郷や小松帯刀ら薩摩藩の指示を受けて動いていたという説を唱える者（青山忠正など）もおり、薩長連合に果たした役割は小さかったと考える研究者もいる。
しかしながら桂自身の自叙までも創作とみなす指摘には飛躍が大きい。特に龍馬の陪席は、桂が直後に記した龍馬宛の有名な書状にも裏付けられる。桂は龍馬に宛て「御同座」と書いた。これに対する龍馬の返信（裏書き）は、自身が会議に同席したことに言及。そして、「小西両氏及老兄龍等も御同席にて談論せし所にて毛も相違無之候」と記している。いずれにせよ龍馬が両藩の桂、西郷、小松などから大きく信頼され不信の間柄だった薩長を仲介したのは確かである。
盟約成立から程ない1月23日、龍馬は護衛役の長府藩士・三吉慎蔵と投宿していた伏見の寺田屋へ戻り祝杯を挙げた。だがこのとき、伏見奉行が龍馬捕縛の準備を進めていた。明け方2時頃、一階で入浴していた龍馬の恋人のお龍が窓外の異常を察知して袷一枚のまま二階に駆け上がり、二人に知らせた。すぐに多数の捕り手が屋内に押し入り、龍馬は高杉晋作から贈られた拳銃を、三吉は長槍をもって応戦するが、多勢に無勢で龍馬は両手指を斬られ、両人は屋外に脱出した。負傷した龍馬は材木場に潜み、三吉は旅人を装って伏見薩摩藩邸に逃げ込み救援を求めた。これにより龍馬は薩摩藩に救出された。寺田屋での遭難の様子を龍馬は12月4日付の手紙で兄・権平に報告している。
龍馬不在の長崎の亀山社中では、1月14日にユニオン号購入で活躍した近藤長次郎（上杉宗次郎）が独断で英国留学を企てて露見し、自刃させられる事件が起きていた。事件を知らされた龍馬は『手帳摘要』に「術数はあるが誠が足らず。上杉氏（近藤）の身を亡ぼすところなり」 と書き残しているが、後年のお龍の回顧では「自分がいたら殺しはしなかった」と嘆いたという。
寺田屋遭難での龍馬の傷は深く、以後、それが理由で写真撮影などでは左手を隠していることが多いのではないかと指摘する研究者もいる。西郷の勧めにより、刀傷の治療のために薩摩の霧島温泉で療養することを決めた龍馬は、2月29日に薩摩藩船・三邦丸に便乗してお龍を伴い京都を出立した。3月10日に薩摩に到着し、83日間逗留した。二人は温泉療養のかたわら霧島山、日当山温泉、塩浸温泉、鹿児島などを巡った。温泉で休養をとるとともに左手の傷を治療したこの旅は龍馬とお龍との蜜月旅行となり、これが日本最初の新婚旅行とされている。
5月1日、薩摩藩からの要請に応えて長州から兵糧500俵を積んだユニオン号が鹿児島に入港したが、この航海で薩摩藩から供与された帆船ワイル・ウエフ号が遭難沈没し、土佐脱藩の池内蔵太ら12名が犠牲になってしまった。幕府による長州再征が迫っており、薩摩は国難にある長州から兵糧は受け取れないと謝辞し、ユニオン号は長州へ引き返した。
6月、幕府は10万を超える兵力を投入して第二次長州征伐を開始した。6月16日にユニオン号に乗って下関に寄港した龍馬は長州藩の求めにより参戦することになり、高杉晋作が指揮する6月17日の小倉藩への渡海作戦で龍馬はユニオン号を指揮して最初で最後の実戦を経験した。龍馬はこの戦いについて、「惣じて咄（はな）しと実（まこと）ハ相違すれども軍（いくさ）ハベツしてこと（異）なり候」と、伝聞と実体験の戦争は異なるものであるとの感想を述べ、溝渕広之と合作した海戦図を制作し、戦況図つきの長文の手紙を兄・権平に送っている。
長州藩は西洋の新式兵器を装備していたのに対して幕府軍は総じて旧式であり、指揮統制も拙劣だった。幕府軍は圧倒的な兵力を投入しても長州軍には敵わず、長州軍は連戦連勝した。思わしくない戦況に幕府軍総司令官の将軍・徳川家茂は心労が重なり7月10日に大坂城で病に倒れ、7月20日に21歳の短い人生を終えた。このため、第二次長州征伐は立ち消えとなり、勝海舟が長州藩と談判を行い9月19日に幕府軍は撤兵した（小倉口では交戦が続き和議が成立したのは翌慶応3年1月23日）。

### 海援隊

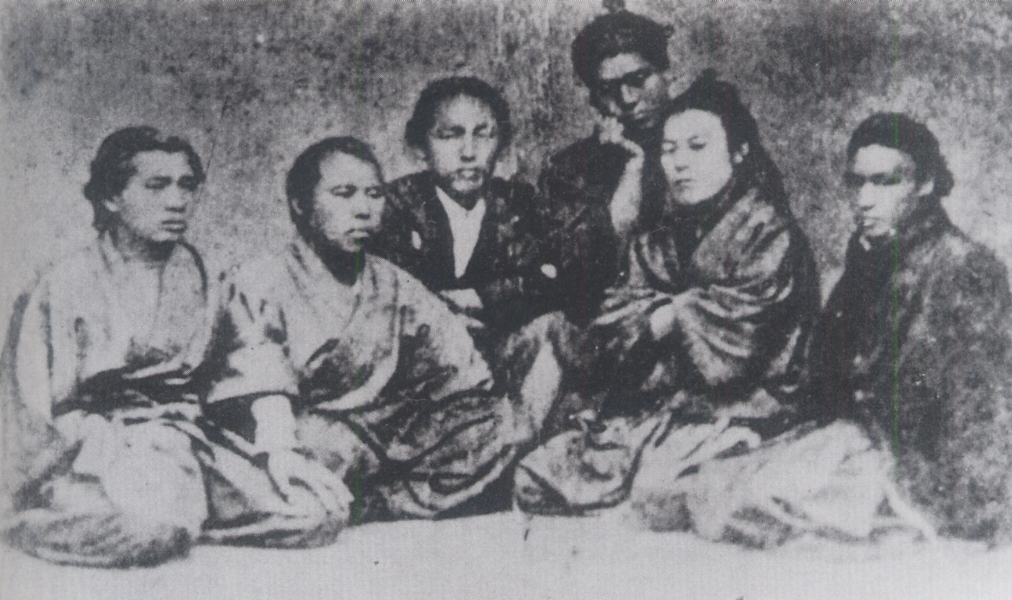
龍馬と海援隊士

海援隊旗。二曳（にびき）と呼ばれていた。

先に帆船ワイルウェフ号を喪失し、ユニオン号も戦時の長州藩へ引き渡すことになり、亀山社中には船がなくなってしまった。慶応2年（1866年）7月28日付の三吉慎蔵宛の手紙で龍馬は「水夫たちに暇を出したが、大方は離れようとしない」と窮状を伝えている。このため、薩摩藩は10月にワイルウェフ号の代船として帆船「大極丸」を亀山社中に供与した。
将軍・家茂の死後、将軍後見職・一橋慶喜の第15代将軍就任が衆望されたが、慶喜は将軍職に就くことを望まず、まずは徳川宗家の家督のみを継承していた。8月末頃、龍馬は長崎に来ていた越前藩士・下山尚に政権奉還策を説き松平春嶽に伝えるよう頼んだ。龍馬が政権奉還論を述べた最初の記録だが、政権奉還論自体は龍馬の創意ではなく、幕臣・大久保一翁がかねてから論じていたことで、龍馬と下山の会見以前の8月14日には春嶽当人が慶喜に提案して拒否されていた。

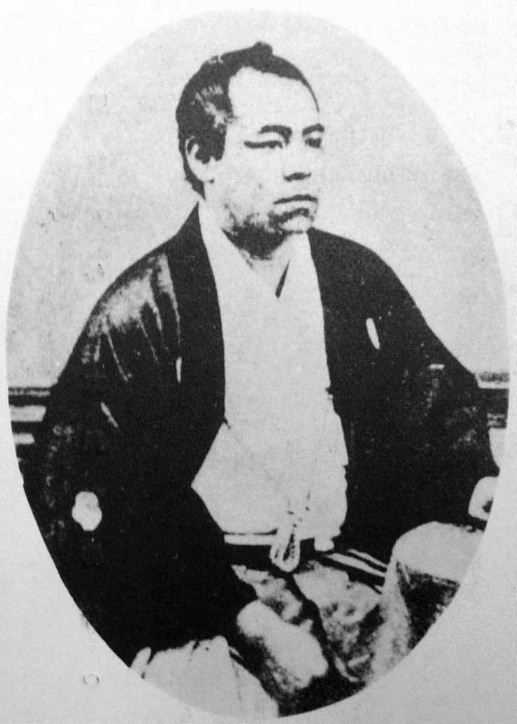
後藤象二郎

尊攘派の土佐勤王党を弾圧粛清した土佐藩だが、この頃には時勢の変化を察して軍備強化を急いでおり、参政・後藤象二郎を責任者として長崎で武器弾薬の購入を盛んに行っていた。航海と通商の専門技術があり、薩長とも関係の深い龍馬に注目した土佐藩は11月頃から溝淵広之丞を介して龍馬と接触を取り、翌慶応3年（1867年）1月13日に龍馬と後藤が会談した（清風亭会談）。この結果、土佐藩は龍馬らの脱藩を赦免し、亀山社中を土佐藩の外郭団体的な組織とすることが決まり、これを機として4月上旬頃に亀山社中は「海援隊」と改称した。
海援隊規約によると、隊の主要目的は土佐藩の援助を受けて土佐藩士や藩の脱藩者、海外事業に志を持つ者を引き受け、運輸、交易、開拓、投機や土佐藩を助けることなどとされ、海軍と会社を兼ねたような組織だった。隊士は土佐藩士（千屋寅之助、沢村惣之丞、高松太郎、安岡金馬、新宮馬之助、長岡謙吉、石田英吉、中島作太郎）および他藩出身者（紀州藩の陸奥陽之助、越後長岡藩の白峰駿馬）など16 - 28人、水夫を加えて約50人からなっていた。
同時期、中岡慎太郎は陸援隊を結成している。
北海道開拓計画
龍馬は海運通商活動以外に蝦夷地の開拓も構想しており、後年、妻のお龍も「私も行くつもりで、北海道の言葉の稽古をしていました」と回顧している。一方で、海援隊の経済状態は苦しく、開成館長崎商会主任の岩崎弥太郎（三菱財閥創業者）は度々金の無心にくる海援隊士を日記に「厄介もの」と書き残している。
亀山社中創設後に薩摩藩小松帯刀の支援で洋帆船「ワイルウェフ号」を購入したが、1866年（慶応2年）5月2日に暴風雨により沈没し、社中のメンバー12人も遭難死してしまう。また、同年に薩摩藩の保証でウォルシュ商会から購入した洋型帆船「大極丸」は、支払いの問題から運航不能となった。
海援隊結成からほどなく「いろは丸沈没事件」も発生した。龍馬は大洲藩籍の蒸気船いろは丸を1航海500両で契約して運用していたが、1867年（慶応3年）4月23日の晩、瀬戸内海中部の備後国鞆の浦沖ではるかに大型の紀州藩船「明光丸」と衝突し、大きく損傷して沈没してしまった。龍馬は万国公法をもとに紀州藩側の過失を厳しく追及。さらには「船を沈めたその償いは金を取らずに国を取る」の歌詞入り流行歌を流行らせるなどして紀州藩を批判した。後藤ら土佐藩も支援した結果、薩摩藩士・五代友厚の調停によって、5月に紀州藩は「いろは丸」が積んでいたと龍馬側が主張したミニエー銃400丁など銃火器35,630両や金塊や陶器などの品47,896両198文の賠償金83,526両198文の支払に同意した。その後減額して70,000両になった。
1867年（慶応3年）11月10日、死の直前の林謙三宛ての手紙は大極丸のことが述べられていた。

### 薩土討幕の密約

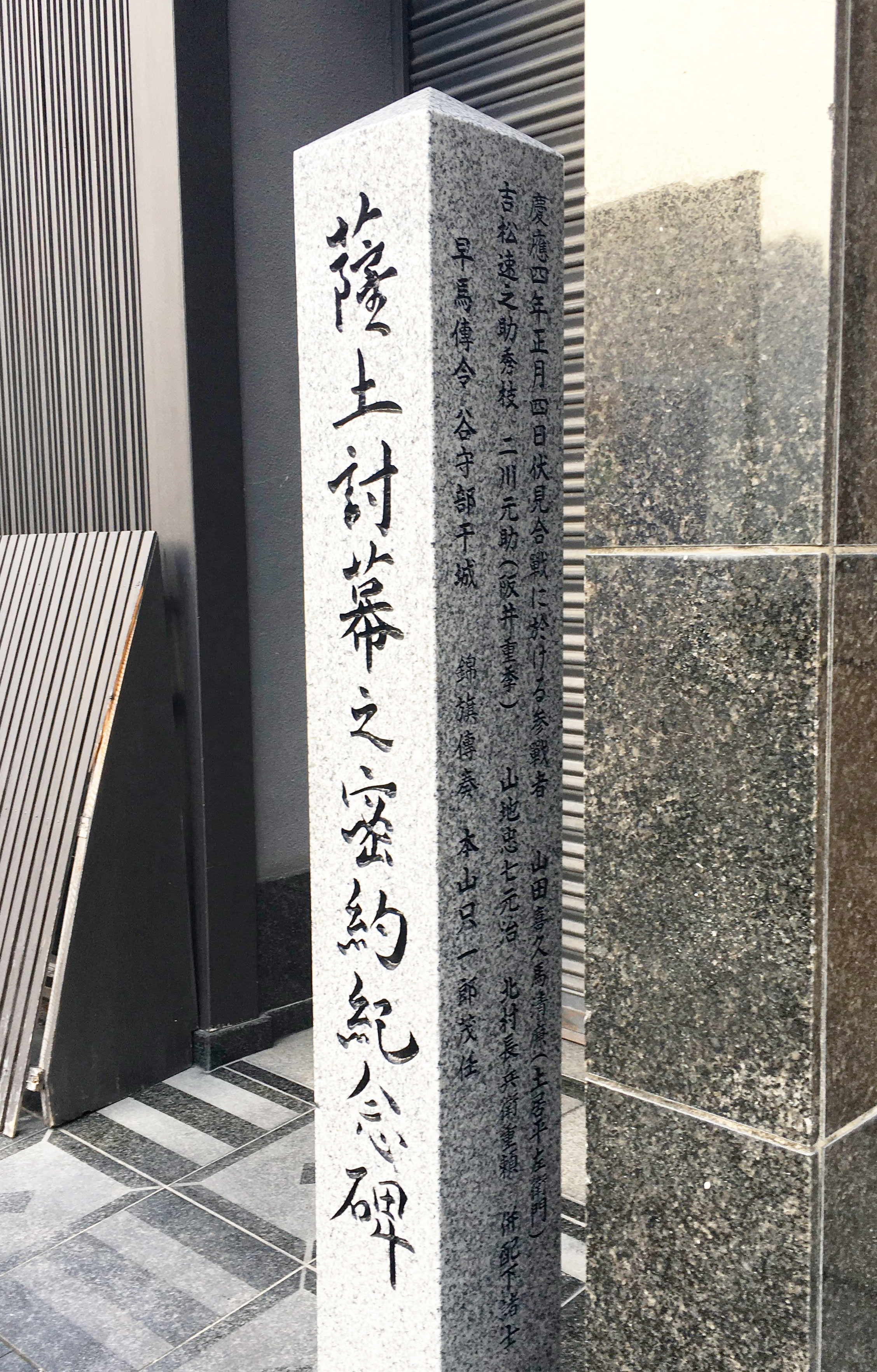
「薩土討幕之密約紀念碑」
密約が締結される前段階として京都東山「近安楼」で会見がもたれたことを記念する石碑
京都市東山区（祇園）

当時の土佐藩上士は公議政体論が主流であったが、乾退助（のちの板垣退助）は、土佐藩の上士としては珍しく武力討幕を一貫して主張し、江戸の土佐藩邸に水戸勤皇浪士・中村勇吉、相楽総三らを隠匿していた（この浪士たちが、のちに薩摩藩へ移管され、庄内藩などを挑発して戊辰戦争の前哨戦・江戸薩摩藩邸の焼討事件へ発展する）。
慶応3年5月(1867年6月)、乾退助は中岡慎太郎の手紙を受けて上洛し、5月18日(太陽暦6月20日)、京都東山の料亭「近安楼」で、福岡藤次や、広島藩の船越洋之助らとともに中岡と会見して武力討幕を議した。さらに5月21日(太陽暦6月23日)、中岡慎太郎が仲介して退助を薩摩の西郷隆盛に会わせることとなり、中岡は以下の手紙を書いた。
これにより、同日、京都(御花畑)の薩摩藩家老小松清廉寓居で、土佐藩の谷干城や毛利恭助らとともに、薩摩藩の西郷吉之助（のちの隆盛）、吉井幸輔らと武力討幕を議し、
との大意を確認し薩土討幕の密約を結ぶ。翌日5月22日（太陽暦6月24日）、退助は山内容堂へ拝謁して、時勢が武力討幕へ向かっていることを説き、江戸の土佐藩邸に水戸浪士を秘かに匿っている事実を告げた。また、薩摩藩側も討幕を目指す薩土密約締結の翌日にあたる5月22日（太陽暦6月24日）、薩摩藩邸で重臣会議を開き、藩論を武力討幕に統一することが確認された。
中岡慎太郎は、ただちに書簡をしたため薩摩藩と土佐藩の間で武力討幕の密約が締結されたことを知らせ、土佐勤王党の同志に、
と「檄文」を飛ばした。
入れ違いに大政奉還論を意図した後藤象二郎と坂本龍馬が上洛し、6月22日（太陽暦7月23日）に薩摩藩と薩土盟約を結ぶことになる。

### 龍馬の進言と大政奉還

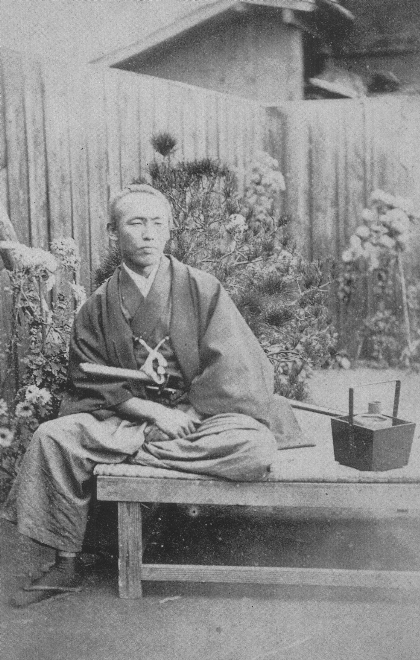
坂本龍馬座像（慶応3年頃撮影）

いろは丸事件の談判を終えた龍馬と後藤象二郎は慶応3年6月9日(1867年7月10日)に藩船「夕顔」に乗船して長崎を発ち、兵庫へ向かった。京都では将軍・徳川慶喜および島津久光、伊達宗城、松平春嶽、山内容堂による四侯会議が開かれており、後藤は山内容堂に京都へ呼ばれていた。龍馬は「夕顔丸」船内で政治綱領を後藤に提示した。それは以下の八項目であった。
以上の八項目は、長岡謙吉が筆記したとされ、歴史小説などでは「船中八策」と呼ばれ、のちに成立した維新政府の綱領の実質的な原本となったとされてきた。しかし、江戸時代のものとは思えない文体で書かれており、内容も引用されたものによって食い違いがあり、かつ龍馬によって書かれた船中八策の原本は見つかっておらず、近年では船中八策は創作とされる。同年11月に書かれた新政府綱領八策（後述）の自筆本は実在しており、思想や主張の内容はこれをと基に遡及して作られたものとされる。

### 薩土盟約
慶応3年6月（1867年7月）、龍馬の提示を受けた後藤はただちに京都へ出向し、建白書の形式で山内容堂へ上書しようとしたが、これより1ヶ月前の5月21日の時点で既に中岡慎太郎の仲介によって乾退助、毛利恭助、谷干城らが薩摩藩の西郷隆盛、吉井友実、小松帯刀らと薩土討幕の密約を結び、翌日容堂はこれを承認したうえで、乾らとともに大坂で武器300挺の買い付けを指示して土佐に帰藩していた。
そのため、一歩出遅れた後藤象二郎らは大坂で藩重臣らと協議し大政奉還論を藩論とするよう求める他なかった。次いで後藤は6月22日（太陽暦7月23日）に薩摩藩と会合を持ち、薩摩側は西郷隆盛と小松帯刀および大久保一蔵、土佐側からは坂本龍馬、中岡慎太郎、後藤象二郎、福岡孝弟、寺村左膳、真辺正心（栄三郎）が代表となり、龍馬の進言に基づいた王政復古を目標となす薩土盟約が成立した。後藤は薩摩と密約を成立させる一方で、土佐に帰って容堂に上書を行い、これからほどない6月26日、芸州藩が加わって薩土芸盟約が成立した。
7月6日、龍馬が不在中の長崎で英国軍艦イカロス号の水夫が殺害され、海援隊士に嫌疑がかけられる事件が発生した。龍馬と後藤はこの対応のために長崎へ戻り、龍馬は9月まで英国公使パークスとの談判にあたっていた。結局、容疑不十分で海援隊士の嫌疑は晴れている（犯人は福岡藩士・金子才吉で事件直後に自刃していた）。

### 薩土盟約の解消

『大政奉還図』邨田丹陵筆

後藤は9月2日に京都へ戻ったが、イカロス号事件の処理に時間がかかったことと薩土両藩の思惑の違いから、9月7日に薩土盟約は解消してしまった。その後、薩摩、土佐両藩は薩土討幕の密約に基づき討幕の準備を進めることになる。
9月2日付けの、桂小五郎（当時は既に木戸姓を名乗っていた）から龍馬宛に送られた手紙が残されている。龍馬はこの手紙をもらった後、独断で土佐藩に買い取らせるためのライフル銃を千丁以上購入し、藩の重役に討幕への覚悟を求めた。

### 土佐勤王党員の釈放
慶応3年9月6日(1867年10月3日)、大監察に復職した退助は薩土討幕の密約をもとに藩内で武力討幕論を推し進め、佐々木高行らと藩庁を動かし、土佐勤王党弾圧で投獄されていた島村寿之助、安岡覚之助ら旧土佐勤王党員らを釈放させた。これにより、土佐七郡（全土）の勤王党の幹部らが議して、退助を盟主として討幕挙兵の実行を決断。武市瑞山の土佐勤王党を乾退助が事実上引き継ぐこととなる。
9月20日(太陽暦10月17日)、坂本龍馬が、長州藩の桂小五郎（木戸孝允）へ送った書簡には、
大政奉還が受け容れられなかった場合は後藤を国へ返し乾退助を出すと述べている。
9月22日（太陽暦10月19日）、中岡慎太郎が『兵談』を著して、国許の勤王党同志・大石円に送り、軍隊編成方法の詳細を説く。
これらの動きに呼応し、イカロス号事件の処理を終えた龍馬は、新式小銃1,000挺あまりを船に積んで長崎から土佐へ運び、9月23日、5年半ぶりに故郷の土を踏み家族と再会した。浦戸入港の時、龍馬が土佐藩参政・渡辺弥久馬（斎藤利行）に宛てた書簡には、
と書き送っている。
9月25日（太陽暦10月22日）、坂本龍馬が、土佐勤王党の同志らと再会し、討幕挙兵の方策と時期を議す。
9月29日（太陽暦10月26日）、乾退助は土佐藩仕置役（参政）兼歩兵大隊司令に任ぜられるが、10月8日（太陽暦11月3日）には大政奉還に真っ向から反対して土佐藩歩兵大隊司令役を解任され、失脚する。

### 再び大政奉還論へ
土佐藩は乾退助の説く過激な武力討幕か、後藤象二郎の説く穏健な大政奉還かで藩論が揺れ動く中、10月9日に龍馬は入京し、この間、容堂の同意を受けた後藤が10月3日に二条城に登城して、容堂、後藤、寺村、福岡、神山左多衛の連名で老中・板倉勝静に大政奉還建白書を提出し、幕府が時勢に従い政権を朝廷に奉還することを提案していた。しかし乾退助は武力討幕の意見を曲げず、大政奉還論を「空名無実」と批判し「徳川300年の幕藩体制は、戦争によって作られた秩序である。ならば戦争によってでなければこれを覆えすことは出来ない。話し合いで将軍職を退任させるような、生易しい策は早々に破綻するであろう」と真っ向から反対する意見を言上したことで全役職を解任されて失脚した。
徳川慶喜がこの建白を受け入れるか否かは不明確で、龍馬は後藤に「建白が受け入れられない場合は、あなた（後藤象二郎）はその場で切腹する覚悟でしょうから、後下城なきときは、海援隊同志とともに慶喜を路上で待ち受けて仇を討ちます。地下で相まみえましょう」 との内容の手紙を送っている。一方、将軍・徳川慶喜は10月13日に二条城で後藤を含む諸藩重臣に大政奉還を諮問。翌14日に明治天皇に上奏。15日に勅許が下された。
龍馬は決して甘い平和論者というわけではなく、だからといって単純な武力倒幕論者というわけでもない。大政奉還はあくまで徳川家（幕府）の朝廷内における力を削減することが目的であり、薩摩長州土佐の兵力が整うまで時間を稼ぎ、並行して幕府の力を削いでいけば幕府の方から戦端を開くだろうから、その時に徳川家（幕府）を叩けばよいとも中岡には手紙で語っている。これは大政奉還を推進するにあたって武力倒幕を推進する中岡を説得する意味にもとらえられるし、あらゆる可能性を想定していたと思われる。

### 討幕の密勅
この大政奉還・上奏の直前（10月14日）に討幕の密勅が薩摩と長州に下された。
しかし、大政奉還の成立によって討幕の大義名分が失われ、21日に討幕の実行延期を命じられる。

### 新政府綱領八義
展望が見えた龍馬は、10月16日に戸田雅楽（尾崎三良）と新政府職制案の『新官制擬定書』を策定した。龍馬が西郷に見せた新政府職制案の名簿に西郷の名はあったが龍馬の名が欠けており、新政府に入ってはどうかと勧めると龍馬は「わしは世界の海援隊をやります」と答えたという有名な逸話があるが、尾崎の史料には龍馬の名は参議候補者として記載されており、この逸話は大正3年に書かれた千頭清臣作の『坂本竜馬』が出典の創作の可能性がある。ただし龍馬本人は役人になるのは嫌とお龍に語ったという話もあり（『千里駒後日譚』）、11月の陸奥への手紙には「世界の話もできるようになる」ともあって 尾崎の案と西郷に見せたものは違う名簿という可能性なども考えられる。尾崎の手控とされる資料は数種あり、参議の項に坂本の名の有無、大臣の項に慶喜の名の有無などの違いが指摘されている。
また、11月上旬には船中八策をもとにしたとされる『新政府綱領八策』を起草し、新政府の中心人物の名は故意に「○○○自ら盟主と為り」と空欄にしておいた。龍馬が誰を意図していたのかはさまざまな説がある。

### 暗殺

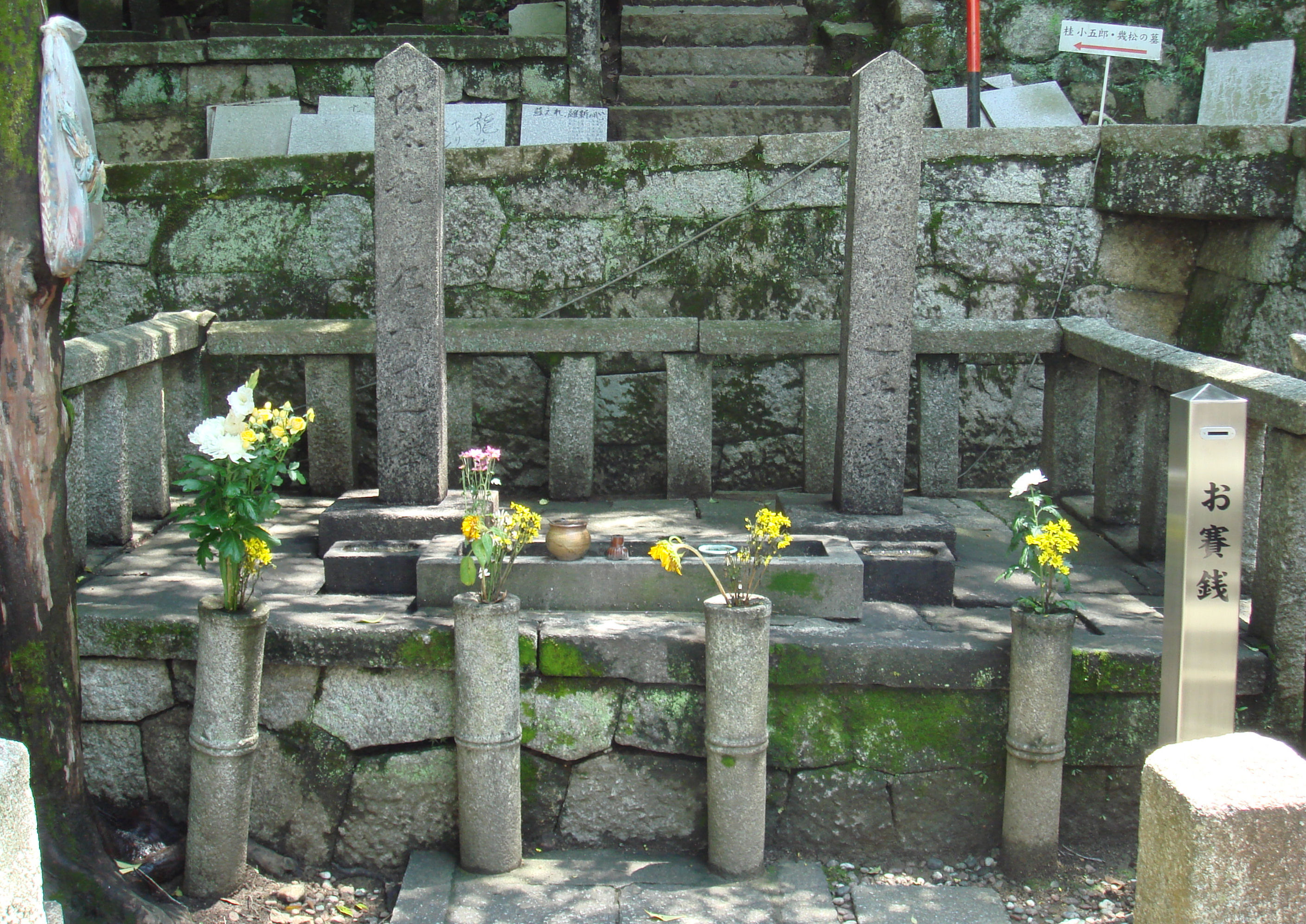
霊山墓地にある龍馬の墓（左側、右は中岡慎太郎の墓）

後藤象二郎の依頼で、慶応3年10月24日に山内容堂の書状を持って越前福井藩へ出向き、松平春嶽の上京を促して三岡八郎（由利公正）と会談したあと、11月5日に帰京した。帰京直後に三岡の新政府入りを推薦する後藤象二郎宛ての手紙「越行の記」を記し、さらに11月10日には福井藩士・中根雪江宛てに三岡を出仕させるよう懇願する手紙を記している。
慶応3年11月15日（1867年12月10日）、龍馬は宿にしていた河原町の蛸薬師で醤油商を営む近江屋新助宅母屋の二階にいた。当日は陸援隊の中岡慎太郎や土佐藩士の岡本健三郎、画家の淡海槐堂などの訪問を受けている。午後8時頃、龍馬と中岡が話していたところ、十津川郷士と名乗る男たち数人が来訪し、面会を求めてきた。従僕の藤吉が取り次いだところ、来訪者はそのまま二階に上がって藤吉を斬り、龍馬たちのいる部屋に押し入った。龍馬達は帯刀しておらず、龍馬はまず額を深く斬られ、その他数か所を斬られ、ほとんど即死に近い形で殺害された。享年33（満31歳没）。龍馬が暗殺された日は、奇しくも自身の誕生日であった。
龍馬が暗殺された当初、新選組の関与が強く疑われた。また、海援隊士たちは、紀州藩によるいろは丸事件の報復を疑い、12月6日に陸奥陽之助らが紀州藩御用人の三浦休太郎を襲撃して、三浦の護衛にあたっていた新選組と斬り合いになっている（天満屋事件）。
慶応4年（1868年）4月、下総国流山で出頭して捕縛された新選組局長の近藤勇は、部隊の小監察であった土佐藩士・谷干城の強い主張によって斬首に処された。ただし、谷自身は近藤が「有志の徒」を殺害したとは言及しているが、龍馬の名は全く出しておらず、斬首の理由としても言及していない。また、新選組に所属していた大石鍬次郎は龍馬殺害の疑いで捕縛され拷問の末に自らが龍馬を殺害したと自白するも、のちに撤回している。
明治3年（1870年）、箱館戦争で降伏して捕虜になった元見廻組の今井信郎が、取り調べ最中に、与頭・佐々木只三郎とその部下6人（今井信郎、渡辺吉太郎、高橋安次郎、桂早之助、土肥伴蔵、桜井大三郎）が坂本龍馬を殺害したと供述し、現在では見廻組犯人説が定説になっている。その一方で、薩摩藩黒幕説や後藤象二郎プロモーター説、フリーメイソン説まで様々な異説が生まれ現在まで取り沙汰されている。
墓所は京都市東山区の京都霊山護国神社の霊山墓地中腹。墓碑は桂小五郎が揮毫した。なお、高知県護国神社と靖国神社にも祀られている。

## 年譜
年齢は数え年。
| 和暦 (西暦)                  | 年 齢 | 坂本龍馬関連事項 | 参考事項 |
| ---------------------------- | ----- | --- | --- |
| 天保6年（1835年）            | 01    | （11月15日）龍馬出生。 | |
| 弘化3年（1846年）            | 12    | （この年）母・幸死去。 （この年）小高坂の楠山塾で学ぶが、退塾。 | |
| 弘化5年／ 嘉永元年（1848年） | 14    | （この年）日根野弁治の道場へ入門し小栗流和兵法を学ぶ。 | （12月）山内豊信が土佐藩襲封。 |
| 嘉永5年（1852年）            | 18    | | （7月）中浜万次郎、アメリカ合衆国から土佐へ帰国。 |
| 嘉永6年（1853年）            | 19    | （4月）剣術修行のため江戸に出て、千葉定吉道場（小千葉道場）に入門。 （6月頃〜9月頃）臨時御用として品川藩邸警衛にあたる。 （12月）佐久間象山の私塾に入門。 | （6月3日）黒船来航 （6月22日）将軍徳川家慶死去。 （11月23日）徳川家定将軍宣下。 |
| 嘉永7年／ 安政元年（1854年） | 20    | （6月23日）土佐に帰郷。 （この年）画家河田小龍から西洋事情を学ぶ。 | （3月3日）日米和親条約締結。 |
| 安政2年（1855年）            | 21    | （12月4日）父・八平死去。 | |
| 安政3年（1856年）            | 22    | （9月）再び江戸小千葉道場に遊学。 | |
| 安政4年（1857年）            | 23    | （8月4日）盗みを働き切腹沙汰となった仲間（山本琢磨）を逃がす。 | |
| 安政5年（1858年）            | 24    | （1月）千葉定吉より「北辰一刀流長刀兵法目録」伝授。 （9月）剣術修行を終えて帰国。 | （4月23日）井伊直弼が幕府大老に就任。 （6月19日）日米修好通商条約調印。 （7月6日）将軍・家定死去。 （9月）安政の大獄始まる。 （10月25日）徳川家茂に将軍宣下。                                                     |
| 安政6年 （1859年）           | 25    | | （2月26日）土佐藩主・山内豊信隠居。以後、山内「容堂」と号す。10月に幕府より蟄居謹慎を命じられる。 |
| 安政7年/ 万延元年（1860年）  | 26    | | （1月〜11月）勝海舟を含む遣米使節を派遣。 （3月3日）桜田門外の変 |
| 万延2年/ 文久元年（1861年）  | 27    | （3月）土佐で井口村刃傷事件が起り、龍馬の属する下士と上士の間で対立が深まる。 （8月頃）土佐勤王党に加盟。 （10月）武市の密使として長州へ向かう。 | （8月）武市半平太が江戸で土佐勤王党を結成。 |
| 文久2年（1862年）            | 28    | （1月）萩で久坂玄瑞と面談。 （3月24日）沢村惣之丞とともに脱藩。 （8月）九州などを放浪した後、江戸へ入り千葉道場に身を寄せる。 （12月5日）幕府政事総裁職の松平春嶽に面会。 （12月）勝海舟に面会して弟子となる。 | （4月8日）土佐藩参政吉田東洋暗殺。 （4月23日）寺田屋騒動 |
| 文久3年（1863年）            | 29    | （2月25日）勝の尽力により脱藩を赦免される。 （4月23日）将軍家茂が神戸海軍操練所と神戸海軍塾の設立を許可。 （5月）越前に出向し、春獄から千両を借り受ける。 （10月）海軍塾塾頭をつとめる。 | （5月10日）長州藩が攘夷を決行し外国船を砲撃。 （6月）土佐藩で土佐勤王党弾圧が始まる。 （7月）薩英戦争 （8月18日）八月十八日の政変 （8月〜9月）天誅組の変 （9月21日）武市半平太投獄。                              |
| 文久4年/ 元治元年（1864年）  | 30    | （2月）帰国命令を無視して再脱藩。 （5月14日）神戸海軍操練所創設。 （6月17日）尊攘過激派浪士を蝦夷地へ移住させる開拓構想を勝に説く。 （11月10日）勝が軍艦奉行を罷免。龍馬ら塾生は薩摩藩邸に保護される。 | （6月5日）池田屋事件 （7月19日）禁門の変 （7月23日）幕府が長州征討を発令。 （8月5日〜7日）四国連合艦隊が下関を砲撃。 （11月）長州藩が降伏恭順する（第一次長州征伐）。 （12月）長州で高杉晋作が挙兵 (功山寺挙兵)。 |
| 元治2年/ 慶応元年（1865年）  | 31    | （3月18日）神戸海軍操練所廃止。 （5月）薩摩藩の援助により、長崎で社中（亀山社中）を結成。 （閏5月21日）中岡慎太郎、土方久元とともに長州の桂小五郎と薩摩の西郷隆盛との下関での会談を斡旋するが失敗する。 （8月）長崎のグラバー商会からの薩摩藩名義での銃器弾薬購入を長州藩に斡旋。 （9月）大久保一蔵の書簡を長州藩重役に届ける。 | （閏5月11日）武市半平太切腹。 |
| 慶応2年（1866年）            | 32    | （1月22日）龍馬の斡旋により、京都で桂と西郷、小松らが会談し、薩長同盟（薩長盟約）が結ばれる。 （1月23日）伏見寺田屋で幕吏に襲撃され負傷（寺田屋遭難）。 （2月5日）桂に求められて盟約書の裏書を行う。 （3月〜4月）負傷治療のために妻のお龍と共に鹿児島を旅行する。 （6月）第二次長州征伐で亀山社中の船ユニオン号で長州藩を支援。 | （6月〜9月）第二次長州征伐。 （7月20日）将軍・家茂死去。 （12月5日）徳川慶喜に将軍宣下。 （12月25日）孝明天皇崩御。                                                                                               |
| 慶応3年（1867年）            | 33    | （1月13日）土佐藩参政後藤象二郎と会談。 （4月上旬）亀山社中を土佐藩外郭組織とし「海援隊」と改称。 （4月23日）海援隊運用船いろは丸が紀州藩船と衝突して沈没 （5月）御三家紀州藩に8万3526両198文の損害を賠償させる。 （6月9日）後藤象二郎とともに船中八策を策定。 （6月22日）薩土盟約成立。 （10月16日）戸田雅楽と「新官制擬定書」を策定。 （11月上旬）「新政府綱領八策」を起草。 （11月15日）京都の近江屋で中岡慎太郎と共に刺客に襲撃され暗殺される（近江屋事件）。 | （1月9日）睦仁親王践祚（明治天皇）。 （10月14日）大政奉還 （12月9日）王政復古の大号令 |
| 慶応4年／ 明治元年（1868年） |       | | （1月3日）鳥羽・伏見の戦い （4月）江戸開城 （閏4月）海援隊解散。 |
| 明治4年（1871年）            |       | （8月20日）綸旨を受け、姉・千鶴の長男・高松太郎が「坂本直」として龍馬の名跡を継ぐ。 | |
| 明治16年（1883年）           |       | （この年）板垣退助の要望により『土陽新聞』が坂崎紫瀾作『汗血千里駒』を掲載。 | |
| 明治24年（1891年）           |       | （4月8日）贈正四位。 | |

## 評価

今幡西衛の尽力により建てられた京都円山公園 龍馬(左)と中岡慎太郎(右)の銅像（写真は戦後再建された2代目の像）・

海援隊京都本部のあった材木商「酢屋」（京都市中京区）

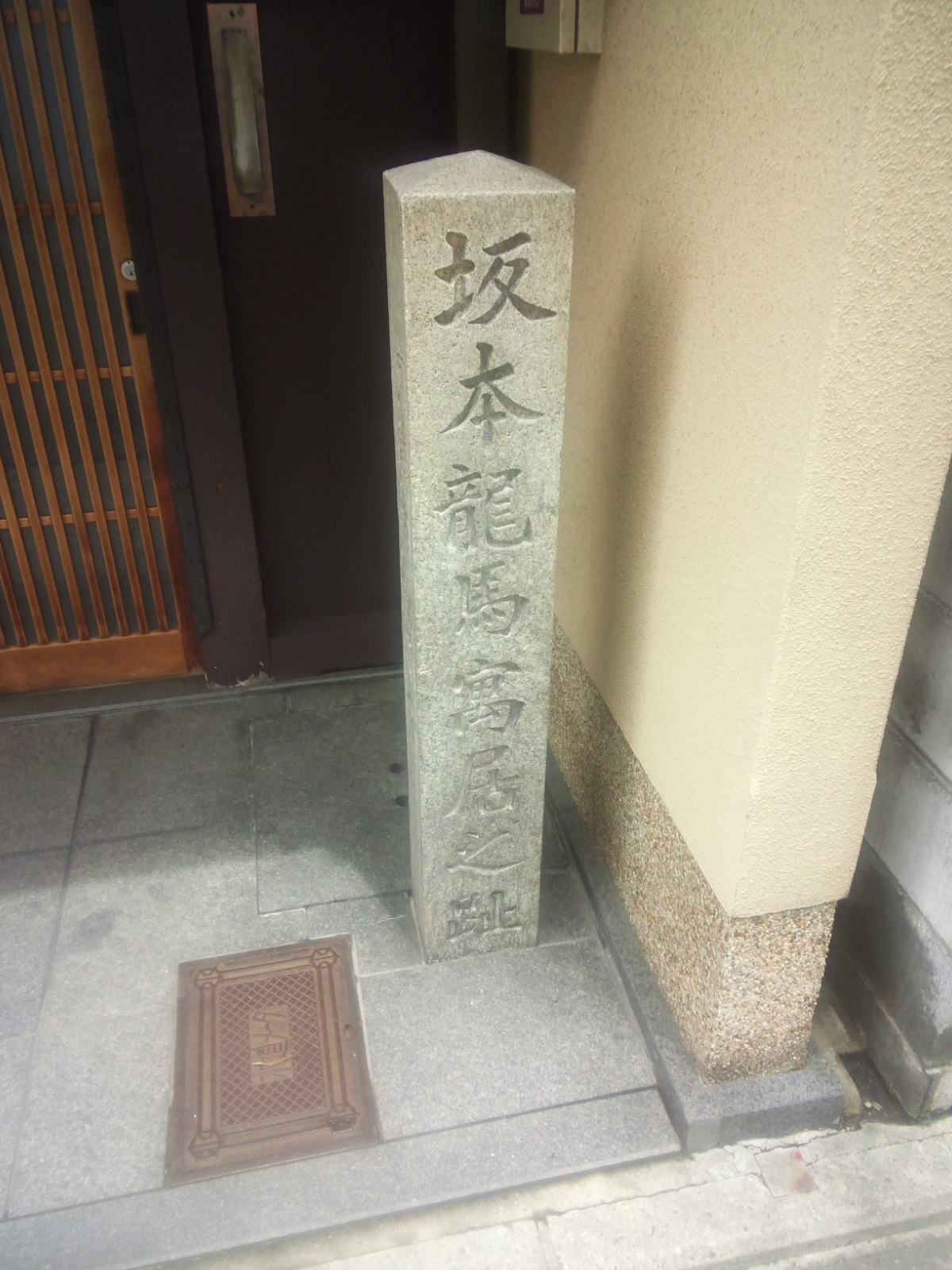
「坂本龍馬寓居之趾」石碑（酢屋前・）

「坂本龍馬中岡慎太郎遭難之地」石碑（京都市河原町・）

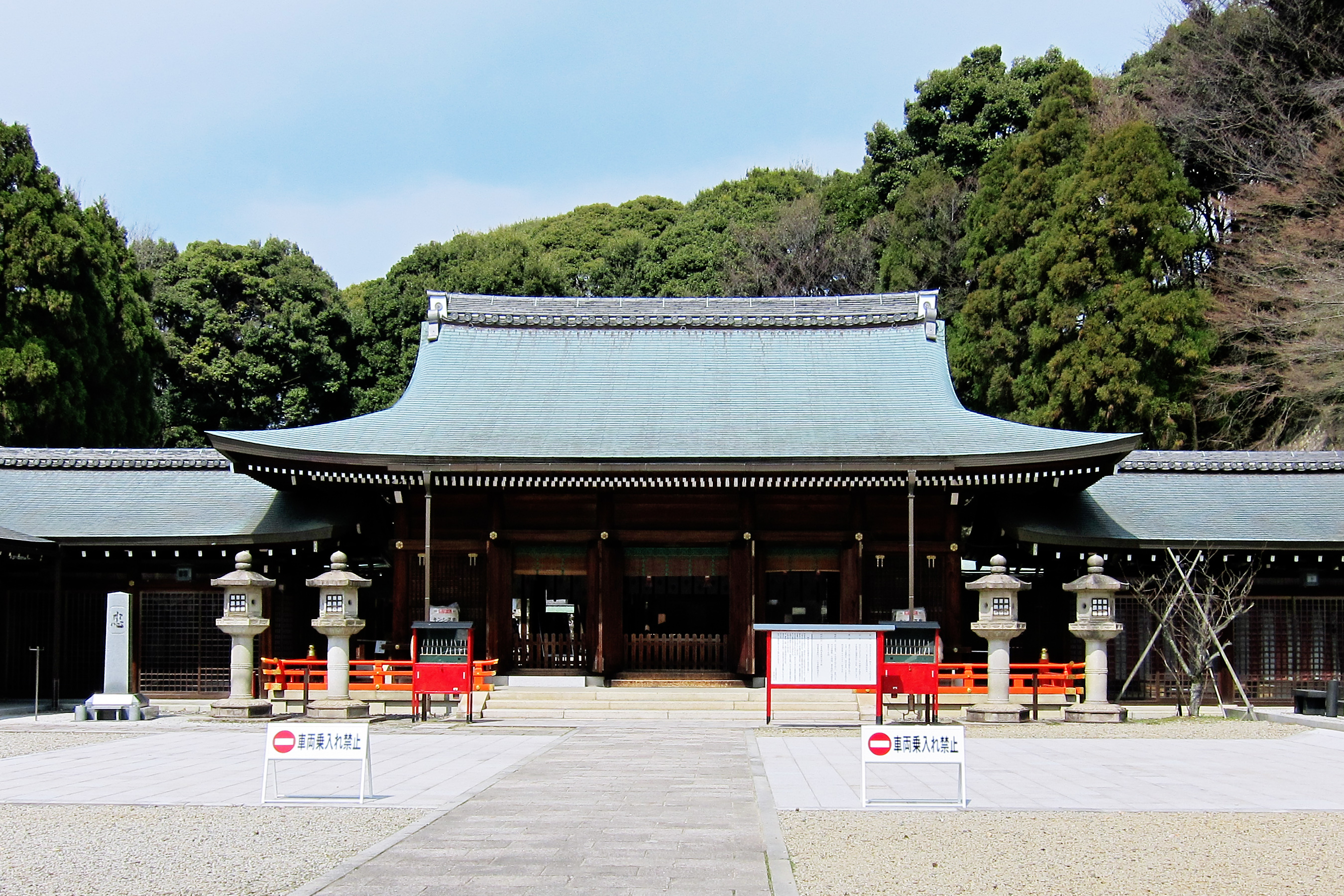
龍馬・慎太郎の墓がある霊山護国神社（京都市東山区）

護国神社の龍馬・慎太郎像

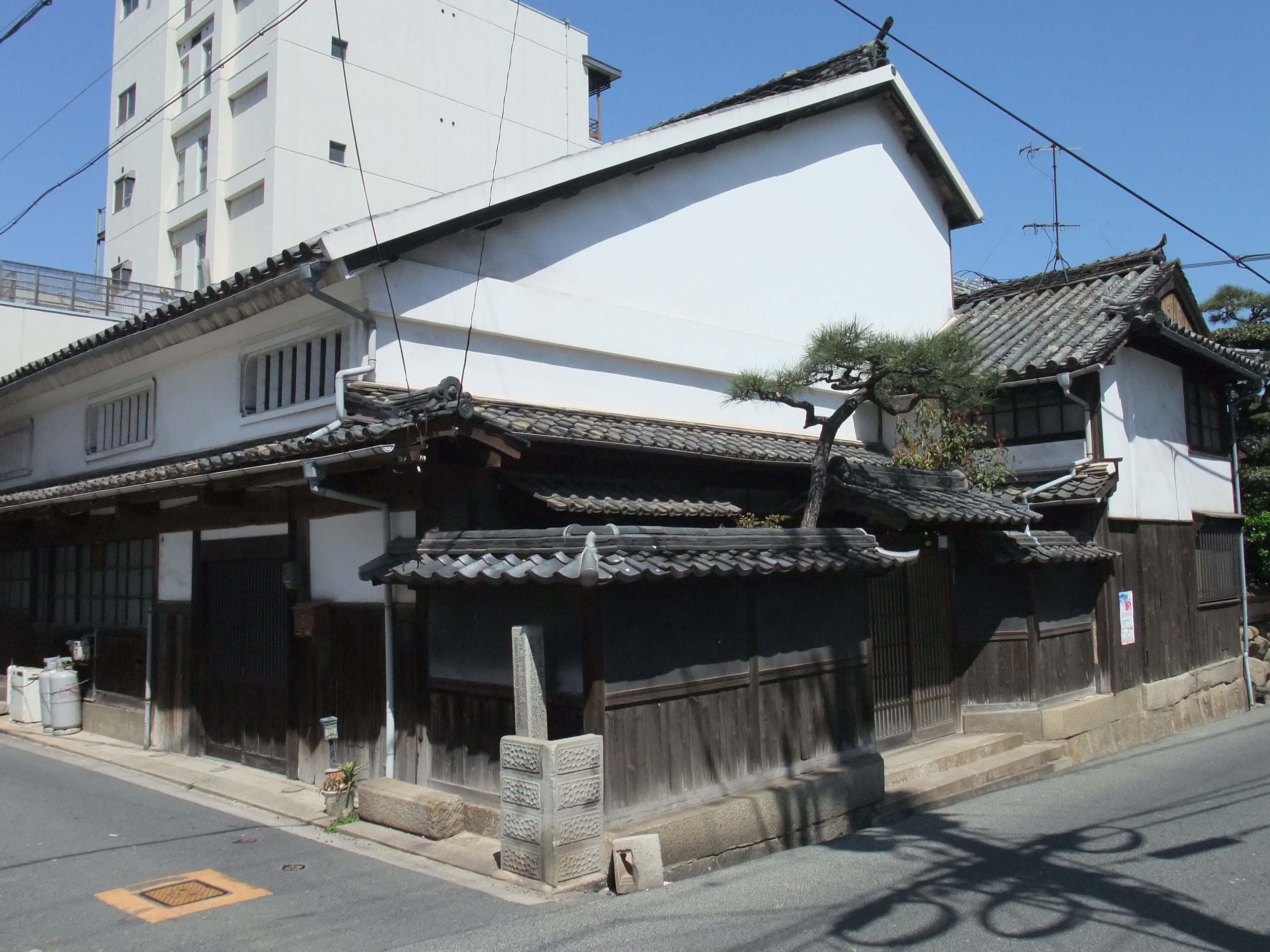
坂本龍馬宿泊所跡 升屋屋跡（広島県福山市・）

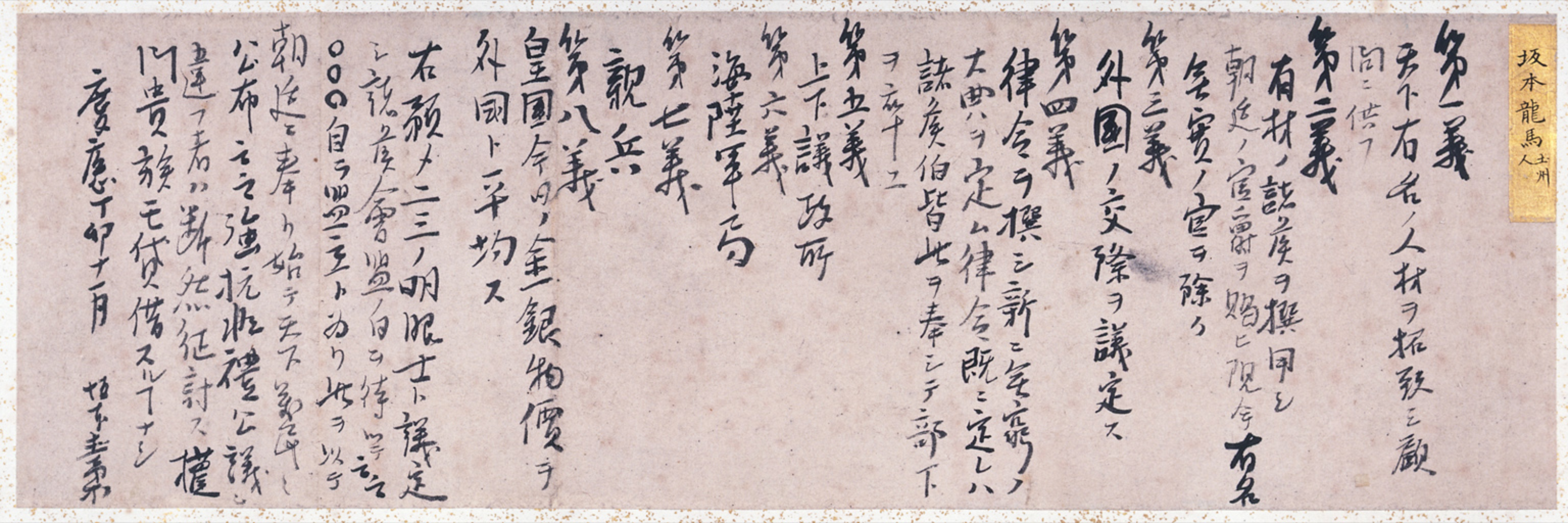
龍馬自筆の『新政府綱領八策』（国立国会図書館）

### 同時代
- 西郷隆盛
  - 「天下に有志あり、余多く之と交わる。然れども度量の大、龍馬に如くもの、未だかつて之を見ず。龍馬の度量や到底測るべからず」
  - 「直柔（龍馬）は真に天下の英傑なり」

- 木戸孝允「大兄は御心の公明と御量の寛大とに御任せなられ候てとかく御用捨これなき方に御座候」[102]

- 岩倉具視「中岡・坂本二子を見るを得たるは大橋子の恵みなり。誼を条公に通じ、交を西郷、木戸、広沢、黒田、品川五子に結びたるは、中岡・坂本二子の恵みなり」[103]

- 松平春嶽
  - 「坂本龍馬氏は土州藩士にして国事の為に日夜奔走して頗る尽力せしは衆庶の知る所なり」[104]
  - 坂本龍馬は土州藩なり。すこぶる勤王家にして国家のため尽力せし人なり

- 武市半平太
  - 「土佐一国にはあだたぬ奴」（龍馬脱藩後）
  - 「肝胆もとより雄大、奇機おのずから湧出し、飛潜だれか識るあらん、ひとえに龍名に恥じず」（獄中で）

- 武市富子「（龍馬が庭先で用を足すことに対し）龍馬さんはいつもこれだから困る」

- 平井収二郎「元より龍馬は人物なれども、書物を読まぬ故、時として間違ひし事もござ候へば」（龍馬脱藩後）

- 中岡慎太郎「龍馬君は、さすが才子なり」

- 板垣退助
  - 「豪放磊落、到底吏人たるべからず、龍馬もし不惑の寿を得たらんには、恐らく薩摩の五代才助、土佐の岩崎弥太郎たるべけん」
  - 「一介の武弁、而して海南の素族に起し、能く天下に周旋し王政復古の大業を翼賛し、遂に刺客の難に斃れし坂本龍馬君の如きは、其の烈洵に千載に亘りて朽ちずと謂ふべし(『坂本龍馬顕彰碑[注 43]』の碑文より)」
  - 「板垣の今日あるは偏に坂本先生、中岡先生の御陰様で御座います」（上記『坂本龍馬顕彰碑』建立の御礼に坂本家を代表して宍戸茂[注 44]が、東京の板垣退助に挨拶に訪れた際、板垣が茂に対して語った言葉）

- 後藤象二郎「（龍馬が生きていれば総理大臣になっていたかの問いに）彼奴は政治家ぢゃない。商売人だよ。三菱だな…」[105]

- 田中光顕
  - 「（龍馬の写真を見て）あれはよくできすぎちょる。ほんとは色が黒うてのう。背丈は大がらで五尺七寸くらい。あんな好男子じゃなかった」
  - 「龍馬は詩など書くような男ではなかった」
  - 「坂本という男は元より画など描いたことのないのに其の死んだ後に坂本の描いたという偽の書や画が盛んに出る。中には立派な印を押したものさえあるが僕は坂本は印など持って居ないと信じていた所が、下関旧本陣伊藤九三の家にある坂本の手紙の中に梅の花片を五ツかつらねて其の中に太郎という字を彫ってあるのがある。つまり才谷梅太郎ということだ。これは意外だ。やっぱり坂本も印を持っていたものだ。この時あまり大きな口は叩けぬものだと驚いたことがある」
  - 「闊達磊落な男で、長州で言えば高杉晋作の型に似てる」
  - 「（龍馬がお龍を連れて出歩くことに対し）これにはどうにも驚かされた。男女同行はこの頃はやるが、龍馬は維新前石火刀杖の間において平気でこういう狂態を演じていた。そういうところは高杉とそっくりである」
  - 「あまり人には見せなかったが、裸になると背中は真黒だ。そのうえ黒毛がさんさんとして生えていたのは珍しい。『龍馬のいわれがわかったか』彼はそう言ったものだがなるほど、この背中を見ると龍馬の名にふさわしかった」
  - 「見廻組・新選組のものにしきりにつけねらわれた。『君は危険だから、土州藩邸に入れ』伊東甲子太郎がこうすすめたこともあったが彼は聞き入れなかった。藩邸に入ると門限その他、万事窮屈の思いをせねばならない。自由奔放、闊達不覇の彼はそういうことを好まなかった。で、やはり名をかえ藩邸の附近に宿をとっていた。のみならず彼は平生『王政維新の大業さえ成就したなら、この一身もとよりおしむ所にあらず、もう無用の身だ』といっていた」
  - 「坂本は海援隊を組織して、その指揮をしていた。これは中岡の陸援隊に相対したものであって彼の意中には海国日本の開発を抱蔵していたことは誤りない。龍馬の献身報国の至誠は死後といえども祖国の上を守っている。死してなお死せずというのは思うに龍馬のごとき人物であろうと思われる」
  - 「君たちは竜馬、竜馬と大そうな男のようにいうが、僕たち友人からみればそれほどの男と思ったことはない。ただ竜馬がばかじゃないかと思ったのは、刺客につけまわされている中を例のお竜をつれ、よさこいなど口ずさみながら四条大橋あたりを歩いているところは本当にこの男ばかじゃないかと思ったよ」

- 大石弥太郎「龍馬は帯解けひろげのバタラゲたる男なり」

- 谷干城「容貌は丈高く、顔長く、色浅黒く、満面点々たる黒子あり。誠に見留め易き人相なり」[106]

- 土方久元「維新の豪傑としては、余は西郷、高杉、坂本の三士を挙ぐべし。三士共に其の言行頗る意表に出で、時として大いに馬鹿らしき事を演じたれど、又実に非凡の思想を有し、之を断行し得たりし」

- 佐々木高行
  - 「元来、坂本と言う男は時と場合とにより臨機応変、言わばデタラメに放言する人物なりき。例えば温和過ぎたる人に会する時には非常に激烈なる事を言い、これに反して粗暴なる壮士的人物には極めて穏和なる事を説くを常とせり。斯様の筆法なる故に、坂本には矛盾などという語は決してあてはまらぬなり。昨日と今日と吐きし言葉が全く相違するといっても少しも意とせず、所謂人によりて法を説くの義なりと知るべし」
  - 「坂本は時として随分過激な語を吐きしが、性来は頗るやさしき男なりき。老人、幼者、婦女等に対しては殊に穏かにせり。長崎に在りし際、時々部下の壮士を率いて酒楼に上りし事がありしが、女共は何時も『坂本サン、坂本サン』と言いて非常に慕いたり。尤もこれは単に個人として坂本の親切に感ずるばかりでなく、坂本が居る時は壮士等は敢えて乱暴の振舞いをなさぬ故に、坂本の来るは彼等の歓迎すべきはずなりき。坂本また言いし事あり。『我々は今国事に奔走して幕府の指目する所となり居れば、何日何時縛につくやも測られず。もし萬一我々が、芸妓風情と相携えて撮影することありて、之により其踪跡を物色せらるるあらば、志士の面目として大いに恥づべき業なれば、我々じゃ断じて此の如き卑猥の行為あるべからず』と。彼は疎大豪放なるが如くして、其實思慮の周密なること斯の如し」
  - 「坂本は目的を定めなば必ず之を達する手段を講究したり。余はある夜、坂本と種々の談話を交換したりしが、此時坂本言う『我国に耶蘇教を輸入し、以て幕府を苦しめ倒さん』と。余言う『もし幕府を倒し得るとするも、該教の蔓延は我国體上の大変なり』と。双方論ずる事久し、結局両人共に耶蘇教の何にものたるを知らず。俗に言う盲人の叩き合いにて何の厄にも立たず。深更に至り此等の研究は他日に譲るとなし、果ては大笑いを催しつつ寝につきたり。坂本が目的に対して其手段を講究すること此類なり」
  - 「才谷は一見婦人の様な風采であるが、度量はなかなか大きい」
  - 「才谷はなかなかの計画家」
  - 「才谷は実に時勢によく通じて居る」
  - 「才谷は度量も大きいが、其の遣り口はすべて人の意表出て、そして先方の機鋒を挫いて了とうにする。実に策略は甘い（心地よい）ものであった」

- 中島信行「坂本氏は時々じつに意表に出ずる事を言う人なりき」

- 高松太郎
  - 「直柔、容貌温厚、言語低静にして志気卓犖英気なり。武技を喜くし、好んで史書を読む」
  - 「資性豪宕、不羈小節に拘わらず。嘗て読書を好み、和漢の史子を渉漁す」
  - 「少より跌宕小節に拘わらず。長ずるに及て博く和漢の史籍に跋猟し、また武技を喜めり。初め本州の人、日根野義興に学び、のち東府に遊んで千葉周作に従い、其技を研鑽す。故に身体強壮の人なり」
  - 「我輩はハシゴをしても及ばず」

- 寺村左膳
  - 「坂本龍馬なる者は先年御国許出奔し而長州へ行、長藩之浪士輩と結び大に人望を得たる者のよし、薩長両藩一時葛藤を生じたる時も、頗る尽力して其和解を計れりと言」[107]
  - 「浪士之巨魁」（薩土盟約時）[108]

- 岡内重俊「藩商高知より来る。人物最も狡猾なり。余之を龍馬に告げたるに、龍馬平然として『商人の狡猾なるは当然なり。狡猾ならずんば利を得る能わず』と答え、余をして辞に窮せしめたり」

- 大江卓
  - 「（いろは丸事件の談判に中島作太郎が選ばれたことを評し）人もあらうにこの青二才を大任に当たらせた所に坂本の眼識もあらうというもの。しかし中島の大功に酬うるに僅かに金百両をもってしたのには、我々も其の賞の余りに吝なるに驚いたが、後に到って考えて見れば、若い者に余り大金を持たせるのは何うせ善い事はないとの遠謀ある老婆心からであったろうと一層感心したのであつた。坂本の人物について、かつて板垣（退助）がこういうことをいった。『坂本が若し生きていたならば、或いは実業家となって、五代友厚の少し大きいのになつたらうョ』と、板垣にはまた板垣の見る所があったのだろう」
  - 「坂本は広野の猛獣であった」

- 中江兆民「予は当時少年なりしも、彼を見て何となくエラキ人なりと信ぜるがゆえに、平生人に屈せざるの予も、彼が純然たる土佐なまりの言語もて、『中江のニイさん、煙草を買ってきてオーセ』などと命ぜらるれば、快然として使いせしことしばしばなりき。彼の眼は細くして、その額は梅毒のため抜けあがりおりたり」

- 中城早苗「坂本は権平の弟にして郷士御用人、本丁に住す。一絃琴を玩べり。才谷は色黒満面よりアザあり。惣髪にて羽二重紋付羽織袴（白き様なる縞の小倉袴）、梨地大小、髪うすく柔和の姿なり」

- 吉田数馬「少年の時分二三の友人と共に坂本先生に伴われて種崎へ桃見に行った。其の休憩した掛け茶屋の女は嘗て、坂本先生の家に奉公したものであったが、坂本先生が黒い盲縞の羽織袴を著けて居るのを見て、『坂本の旦那、弥智がないじゃありませんか（土佐の方言にてとんでもないことをするとの意）。そんな着物を着て』と言いしが、坂本先生は只にやりにやりと笑いながら、何も答もしなかった。帰途についた時、坂本先生は『今日は下駄が三分で刀が二朱じゃ。滔々たる天下只奢移淫靡を是事としている。世の先覚者は率先して三百年の惰眠を打破せねばならぬ。それで俺は女の注目を惹く様な縞柄の着物は著ぬ』と云った」[109]

- 土居楠五郎「道場へ来て龍馬は心機一変、おねしょも泣き虫も一ぺんに飛んでしもうた。朝は真っ先に夕べは最後まで、飯を食わんでも剣道の稽古一筋。愉快でたまらん、面白うてたまらん、そんな気持ちでなんぼでもやる。『坂本、もうよかろう』と言うと『先生もう一本、もう一本』といくらでもうってかかる。（中略）そこで体当たりをやると、体は大きいが若いのでぶっ倒れる。すると跳ね起きてまたかかってくる。襟首をつかんで前に引き倒すと腹ばいに延びる。それでもすぐ起きてまたかかってくる。この根性にはすっかり感心した。一度道場内の試合、龍馬が勝ち放し。二つも三つも年上のものを。この時は祖父も師匠達もびっくり。弟子達もびっくり。龍馬自身もびっくりということだった」

- 池元徳次「龍馬さんは、さいさい篠原街道を舟入川に沿うて東の方へ行きよった。肩を傾けて風を切るように意気揚々と歩く人じゃったが、道ばたで子どもがおるのを見かけると傍へ寄っていって頭をなでたり『早よう太うなりよ』と声をかけたりしてかわいがった。そんで子どもらあは龍馬さんを慕うて、もぶりつきよった。才谷屋は高須、新木に領地があったからか、袋などをぶら下げて、あの辺りをよう歩きよった。龍馬さんはその時分、五台山におったことがあるしのう。あしはそのころ山仕事もしよったきに五台山の山へもよう出かけたが山の中の一軒の家で龍馬さんは一人で、よう読書をしよったのう。あしは行きし戻りしによう見たもんじゃった」

- 原考徳「龍馬は子供好きなりし故、予も戯れて其背中に飛び付き負はれなどせり。然るに龍馬は生まれつき毛深き性にて、其の胸にも背にも長き毛生ひたり。夫れを人に恥ぢて自分の肌を見らるることを厭ひしよし。故に予の母しばしば予を戒めて、汝龍馬氏に戯れるとも決して其の衣襟をかきはたけたり杯すること勿かれと諭されたり。龍馬は右肩か左肩か片方の肩を怒らして歩行く癖あり。色は浅黒き方なりし、肩の上に大きなる黒痣あり、その右なるか左なるかは忘れたり。躯幹偉大にして、武市も背高き人なりしも、坂本はも少し丈夫にて大きく見えたり。一体物には構はぬ人にて体裁をつくろはず路など歩行き居るを見るに、昂首端正なる姿はせず、考事に耽りでもしながら歩み居る様にてありたり。時には朱鞘を帯びたることもありし、帯刀は一体に長刀なりし、撃剣の盛なる時代にて稽古に面をかぶる為め、頭髪乱れがちなれば、紙縒りもて髷を結ひ居たり」(原の談話 昭和6年聞き取り)

- 宮地彦三郎「海陸隊長一時に失したり。これ以後、才谷くらいの豪傑は土州には生じ申さず、上下泣涕の至りに堪らず候」[110]

- 豊川良平「故人(龍馬)を一言して評すれば稀に見る勤王家で極く大膽な度量の多い反面には亦た非常な真面目の且つ親切な人であった。背丈高く肉附が良く、恰度今の海軍々令部長島村大将(島村速雄)に彷彿たる格好で風貌魁偉な處にも何処やらに優しみのある柔和な顔であったと記憶する。何分故人が自分の世話を焼て呉れた当時は私は八歳の腕白盛で其頃トンコロリと言って非常に流行した安政の虎列拉（コレラ）に自分の母親が罹って亡くなったのでツイ近所であった龍馬氏は廿歳前後の屈強な剣士であったのであるが、毎晩のように訪ねて来て呉れては私の旧名、春弥を呼で親切に慰め労わって呉れた。殊に私が九歳の正月、足袋が間に合わぬので外出する事が出来ず困っているのを見て、祖母を手伝って片足の足袋を逞しい指先で縫って呉れた上、着物まで着せて呉れて『夫れ遊びに行け』と手を取って連れ出して貰った事などもある。其当時は武芸が旺であったので、当時日根野（日根野弁治）と言う道場に通っていた龍馬氏は折れた竹刀を合せて立派な子供の竹刀を拵え、武士の子供は剣術が出来ねばならぬと言って、親切に教えて呉れた。此の様な風で藩の者からは非常に評判が良かったが、その大膽な事も驚く許りで、私の継母の実家の池田（池田寅之進）と言う者が正義の為、喧嘩をして相手を切り殺し大騒ぎをしている處へ単身出掛けて行って、群る相手を追い払い、立派に介錯して遣った事には衆人が其豪勇沈着さに舌を捲いた。此のような事は屡々見受けられた」

- 勝海舟
  - 「聞く薩、長と結びたりと云。又聞く坂本龍馬、長に行きて是等の扱を成す歟と。左も可有と思はる」（薩長同盟後、海舟の日記）
  - 「坂本龍馬、彼はおれを殺しに来た奴だが、なかなかの人物さ。その時おれは笑って受けたが、沈着いて、なんとなく冒しがたい威権があってよい男だったよ」（維新後）
  - （土佐が大政奉還を建白したのは大勢を洞察した卓見か、ただその場の小策に出たためかと問われ）「あれは坂本がいたからのこと、土佐はいつも筒井順慶で伏見のときも、まったくの日和見をしていた」
  - 「土佐では（人物と言えば）坂本龍馬と岩崎弥太郎の二人だった」
  - （龍馬が西郷を大きな釣鐘に例え評したことについて）「評する人も評する人、評さるる人も評さるる人」
  - （同じく龍馬の西郷評について）「余、深く此言に感じ実に知言となせり。およそ人を見るの標準は自家の識慮に在り。氏が西郷を評するの語をもって氏が人物を知るに足らむ。龍馬氏が一世の事業の如きは既に世の伝承する所、今敢えて賞せず。」

- 勝逸子「小曾根にいたころ坂本龍馬が『お嬢さん、お嬢さん』とよく抱いてくれました。龍馬は首をふる癖があり、胸毛が濃かった」

- 大久保一翁
  - 「この度、坂本龍馬に内々逢い候ところ、同人は真の大丈夫と存じ」
  - 「龍馬は土佐随一の英雄、いはば大西郷の抜け目なき男なり」
  - 「（土佐に非凡の人なきやの問いに）アル、アル、大アリである。坂本龍馬という男がある」

- 永井尚志「後藤（象二郎）よりも一層高大にして、説く所も面白し」[111]

- 高橋泥舟「坂本龍馬『土佐藩の三人の中で一番の人物』、中岡慎太郎『格別に有志ではない』」（坂本と中岡、間崎哲馬に対しての人物評価）[112]

- 伊藤博文「坂本龍馬は勝安房（海舟）の門人で、壮年有志の一個の傑出物であって、彼方へ説き、こなたへ説きして何処へ行っても容れられる方の人間であった」[113]

- 井上馨「薩長聯合の周旋の根本は坂本龍馬、石川誠之介である。此二人が薩長互に相反目して居つては到底幕府の勢力を顛覆して、大政を朝廷に返すなどと云ふことは出来ぬと云ふ論であって、頻りに薩長の間を往来し漸々遊説したのである、それが薩長聯合の源因となった」[114]

- 山県有朋「徳川氏の末にあたり薩長相疑う。土州名士坂本龍馬、以為らく、これ国家の利にあらざるなりと。すなわち二藩連合の説を建てて、これを薩藩の西郷吉之助に謀る」

- 三吉慎蔵「過激なることは毫も無し。かつ声高に事を論ずる様のこともなく、至極おとなしき人なり。容貌を一見すれば豪気に見受けらるるも、万事温和に事を処する人なり。但し胆力が極めて大なり」[115]

- 伊藤九三「顔に七陽の星が降っている人」

- 小田村素太郎「私の旅館に龍馬が来て、貴様に願いたいが、私はこういう考えを持っているからということであった。それが薩長媾和の開始であった」[116]

- 大山巌「諸藩有志の士東奔西走、王事に鞅掌す就中、坂本龍馬、中岡慎太郎の二君は最も大義を明にして国勢を挽回せんことを謀り、我薩摩諸先輩と交際殊に浅からさりし。想うに大政維新の基する所に君が長藩諸老と我薩藩諸老先輩との間に周旋を尽し其疑団を氷解し二藩協同国事に努むるも至らしめたるの労に因らずんばあらず」[117]

- 井上良馨「その風貌と云えば、自分は坂本が伏見で避難の時は、遭難の場所より京都の薩摩藩邸まで坂本を護送したる一人であった。自分が高知へ行きたる時は、坂本と同船であったゆえによく覚えて居るが、丈高く、黙々多く語らず、しかもなんとなく人に敬慕されるようなところがあって、まあちょっと島村速雄に似た男であったよ」

- 大浦兼武「坂本氏の如き誠忠の士、常に我が邦を冥護するにあらざるを知らんや（京都東山の贈正四位、坂本龍馬君忠魂碑）

- 吉井幸蔵「ピストルは、その時代のもとしてはかなり新式のものらしく、それにピストルの方は釣りとは比較にならない位うまかった」(新婚旅行時)[118]

- 横井小楠「坂本君、君は考え一つ違えば乱臣賊子になる恐れがある。ご注意あれ」

- 由利公正「（龍馬の歌声は）其の声調が頗る妙であった」

- 関義臣
  - 「坂本は単に志士論客をもって見るべき人物ではない。また頗る経済的手腕に富み、百方金策に従事し、資本を募集して汽船帆船を買い求め、航海術を実地に演習のかたわら、他の商人の荷物を運搬し、その資金によって、ほぼ同志の生活費を産出することが出来た。全く龍馬は才物である」[119]
  - 「龍馬の風采は躯幹五尺八寸に達し、デップリと肥って筋肉逞しく、顔色鉄の如く、額広く、始終衣服の裾をダラリと開けて胸を露して居た。一説に、母親が解任中、黒猫を愛していた所から、それにあやかったのであろう。背中にうじゃうじゃ毛が生えて居たので、どんな暑い日でも、肌を脱いだことが無い。人と共に入浴もしない。一切人に背は見せなかったというが、わしもそこまでは知らぬ。何しろ顔に黒子が多く、眼光爛々として人を射、随分恐い顔つきじゃった。平生は極めて無口じゃが、真に卓励風発の概があった。その部下を御すること頗る厳正で、同志中に、人の妻を犯したものがあれば、必ず割腹させる。水夫頭の三吉なるものが暴行を働いた時など、彼は直ちに斬って捨てた。その威信はあたかも大諸侯の如き観があった。そうかと思うと隊士などを率いて玉川、花月などへ登楼し、平生の無口に似合わず、盛んに流行歌など唄う。（中略）龍馬は顔に似合わぬ、朗々、玉を転ばすような可愛い声で『障子開ければ、紅葉の座敷…』と、例のヨイショ節を能く唄った。よさこい節はその本場だけに却々、旨いもんじゃった。（中略）龍馬は小事に齷齪せず、一切辺幅を飾らず、人との交際は頗る温厚、厭味と云うもの一点もなく、婦人も馴れ、童子と親しむ。相手の話を黙って聞き『否』とも『応』とも何とも言わず、散々人に饒舌らして置いて、後に『さて拙者の説は』と諄々と説き出し、縷々数百千言、時々滑稽を交え、自ら呵々として大笑する。誠に天真の愛嬌であった。国を出づる時に父母より訓戒の辞を書して与えられたのを丁寧に紙に包み、上に『守』の一字を書き加え、袋に入れて常に懐中にしたなどは豪宕にして、而も赤子の如く愛すべき所があった」[120]

- 下山尚 氏、状貌雄偉、眉間に黒子ある。風采閑雅、音調晴朗、一見凡夫に非るを知る」[121]

- 香川敬三「剣客、航海学の志あり」

- 住谷寅之介
  - 「龍馬誠実可也の人物、併せて撃剣家、事情迂闊、何も知らずとぞ」（龍馬江戸修行後）
  - 「頗る可愛人物也」

- 東久世通禧「龍馬面会、偉人なり。奇説家なり」（薩長同盟直前）[122]

- 尾崎三良
  - 「其頃坂本等の評判が高くなり、其頃散じ紙の新聞様のものを時々発行することがある。それを見ると、今度坂本竜馬が海援隊を壮士三百人を連れて上つたと書いてある。実際我々瘠士が僅か五、六人であると大いに笑ひたり」[123]
  - 「あの人は経済の方に眼を着けておった人」

- 大隈重信「伊藤(博文)に負けた事など問題ではないが、阪本は偉かった。維新の志士等のうちで偉いと思う者は大していなかったが阪本だけには頭が下がった」[124]

- 陸奥宗光
  - 「龍馬あらば、今の薩長人など青菜に塩。維新前、新政府の役割を定めたる際、龍馬は世界の海援隊云々と言えり。此の時、龍馬は西郷より一層大人物のように思われき」
  - 「坂本は近世史上の一大傑物にして、その融通変化の才に富める、その識見、議論の高き、その他人を誘説、感得するの能に富める、同時の人、よく彼の右に出るものあらざりき。彼、もとより土佐藩の一浪士のみ。（中略）薩長二藩の間を聯合せしめ、土佐を以て之に加わり、三角同盟を作らんとしたるは、坂本の策略にして、彼は維新史中の魯粛よりも、更らに多くの事を為さんとしたるもの也。彼の魯粛は情実、行がゞり、個人的思想を打破して、呉蜀の二帝を同盟せしめたるに止る。坂本に至りては、一方に於ては薩長土の間に蟠りたる恩怨を融解せしめて、幕府に抗対する一大勢力を起こさんとすると同時に、直ちに幕府の内閣につき、平和無事の間に政権を京都に奉還せしめ、幕府をして諸侯を率いて朝延に朝し、事実に於て太政大臣たらしめ、名に於て諸侯を平等の臣属たらしめ、以て無血の革命を遂げんと企てぬ」[125]

- 徳富一敬「坂本は白の琉球絣の単衣に鍔細の大小を差し、色の真っ黒い大男で至ってゆったりと物を言う人であった」[126]

- 吉田健蔵「撃剣家坂本氏」

- 富田鉄之助「先生（勝海舟）に度々あって話したものは坂本だけだった。薩長連合案などは先生の説だったろうな」

- 時田少輔
  - 「龍馬は東西奔走にて、薩の意を長に、長の意を薩に告く、遂に御取結に相成」[127]
  - 「龍馬こと先生のお世話に相成り候義もこれある由申し居り候」（薩長同盟について。時田少輔の木戸寛治宛書簡）

- 間市太郎「終に薩長合体の基本を開く人なり」[128]

- 長井長義
  - 「僕は土州脱走人有名有志之輩、人を不殺無罪之者を御引返しに相成、かつ他藩たりとも脱藩人を養い申すべくつもりにて、諸方の脱藩人を餌付け、我者になし候策、相見え申しそ候。山師、おそろべし、おそろべし」
  - 「(いろは丸の)船将は坂本龍馬という脱藩人なれども、かねて高名なる議論にて長薩の間に徘徊し、しかし二君には仕えず、ただ皇国のためと唱え、周旋おり申し候の為めなら何時でも一命を捨てる」[129]

- 高柳楠之助「彼の才谷梅太郎は討幕論主唱の魁なる坂本龍馬にして、応答言論は存外正直穏当の如くなれども、中々大胆不適の人物」[130]

- 日原素平「坂本先生は真に気柔かに、夫人のみならず何人にも親切であった」

- 広瀬丹吉「坂本先生はまことに天衣無縫で無頓着の人でありました。ボーと大きなことを言うかと思うと小さいことにも存外気が届いておった」

- 高木三郎「坂本は大きな男で背中にアザがあって毛が生えてね。はあ、いっしょに湯などにも這入りましたから、ヨク知ってます。坂本は柔術を知らないものですから、先生（勝海舟）が小さくて胸の所へ、こう小さくくっついた工合は、まあ鶴がタカにちょっと止まったようで、それは見物で未だに忘れられません。坂本は文字がありません」

- 三宅謙四郎「健海翁の妻曰く、坂本龍馬さんはサイサイ使いなどに行きてよく見覚えたり。姿勢あしく肩を斜に傾けタホウ(撓むこと)で、行く様に見えたり」[131]

- 岡上太吉「いろんなところからまとまった金が届いてくると、そりゃ使え、とばかり、皆の前にサッと、ぜんぶ出すもんじゃから、皆が龍馬を好いてのう」(長崎にいたころ)[132]

- 山川須磨「龍馬って、嫌な男でしたよ」

- 信田歌之助「勝の手紙には坂本は剣術は中々つかえる、組打も上手だと書いてありましたが、さて道場に通して見ると坂本は大きな男でした。私は五尺二寸、彼の男は五尺九寸で胴も太い。立ち上がると私の口が龍馬の乳房の辺に当たるのです。双方とも若い血気の盛です。しっかりやりましょうと取組んで見ると組打は中々上手だ。（中略）実に偉い元気の男でありました」

- 黒川秀波「土藩坂本龍馬と申者、兼ねて有名家之由、闇殺に逢候由」[133]

- 新谷道太郎「書物はあまり読まぬ方であるが、知恵は非常に鋭い人物である」[134]

- 結城礼一郎「志士と言うより寧ろ策士と言った方の質で、慶喜に大政返上を決意させたのも表面は後藤象二郎と言う事になっているが、その裏には坂本が居た」

- 中井庄五郎「僕は坂本氏の為めなら何時でも一命を捨てる」

- 殿井力（寺田屋お登勢長女）
  - 「べつだん人目をはばかるふうもなく現れた坂本さんを見て、険しい顔のお武家が多い昨今『ずいぶんのんきそうなお方だなあ』とみんなして拍子抜けいたしました。それに美男というわけでもないのに、お洒落っぽいところがなんとなくおかしゅうございました。（中略）坂本さんときたら絹のお着物に黒羽二重の羽織、袴はいつも仙台平。時には大胆に玉虫色の袴などをお履きになって、一見おそろしくニヤけた風でございましたが、胸がはだけてだらしなくお召しになっているので、せっかくのお洒落が台無し。後のことですが中岡慎太郎さん（この方はまたちっとも構わぬお人でした）が『坂本はなんであんなにめかすのか。武士にはめずらしい男じゃ』と、お首をふりふり何度も不思議がっていらっしゃいました。まず娘の私たちが坂本さんになついてしまいました。（中略）坂本さんは昼と夜ととりちがえたようなお暮らしぶりで、昼間はぐっすり寝込んで夜になりますとどこかへ出かけて行かれる、そんな日がしばらく続いたかと思うと、突然何ヶ月もお留守。毎日毎日、判で押したように規則正しく暮らしております私たちには、まったくわけのわからぬ風来坊のようなお方でした。でも、いつしか私たちは坂本さんのお帰りを心待ちにするようになっておりました。そしてその気持ちは母も同じようでございました。母は坂本さんに対して、ずっと年上の姉か母親の様な態度で接しておりました。でも、坂本さんが御逗留のとき、いつもと変わらず忙しく立ち動きながらも、母の気持ちはいつも二階にあったようです」
  - 「『瑞夢』という新体詩が発表されました。そこであの坂本さんが『死んで護国の鬼となる』と歌われていらっしゃいます。生前のずぼらでのんき坊主の坂本さんを知る者には『護国の鬼』となられた坂本さんを想像しにくうはございますが、もしかしたら坂本さんは実はあのころから私ども女子供にはわからないくらいお偉い方だったのかもしれないと、弟妹たちと語り合ったものでございます」
  - 「坂本さんは色が黒く眼が光っていてずいぶん恐いお顔でしたが、笑うととてもあいきょうがおありでした。母の目をぬすんでは、妹たちをひきつれて私は坂本さんのお部屋におしかけましたものですが、坂本さんは『よく来た、いいものを見せてやろう』と行季からオモチャのような鉄砲をとりだして『これは西洋のピストルというんだ。捕手が来たらこれでおどかしてやるきに』とニコニコ笑われました。ある雨降りの夜など、私たちをずらりと前に並べて、みぶりてぶりよろしく怪談をはじめられるのです。（中略）ただでさえ恐い顔をいっそう恐くして両手を前にたれ『お化け』と中腰になる、実に凄い。私たちはなかば本気で『キャッキャッ』と叫びます。そうするときまって母が階段をかけ上がってきて、『騒いではいけまへん、なんべんも言うておりますやろ。坂本はんも気いつけておくれやす』と説教を始めますが、『なあに構うものか、知れたら知れたときのことさ』と取りあわない坂本さんを母がもうムキになって注意するそれは楽しい光景でございました。父伊助とは作ることのできなかった家族の団欒のようなものが、そこにはたしかにございました。この先ずっと父がすわる場所に坂本さんがいてくれたらと、娘心に願ったものでしたが、もしかしたらそれは母の願いであったかもしれません」

- 岩井徳「坂本さんは本当に男らしい方でした。好きだったかどうか、オホホホ、いつも詩を吟じながらお帰りになりました」

- 岡本常之助妻女「いつも無言のままでぶらりと入ってきて、用談が終わると無言で帰って行く。一言の会釈もないし、時には憎らしく見えた」

- 安田たまき「龍馬さんは六尺豊かな大男で優男のように世情では伝えられていますが、背丈は中位で色も黒く、決してトント（美少年）の方ではありませんでした。髪は当時の若い侍の間に流行していた結い方とは違って、たしか総髪で、それが激しい撃剣修行のため縮れ上がっていました。刀はいつも短いのを、落し差しにしていましてちょっと見には差しているやら、いないやら判らぬ位で、肩も撫で肩で、左肩が少し上がっていました。当時の若者の気風とは何処か違う所があってエラたがらず、威張らず、穏和しい人で、それでいて見識の高い人でした。龍馬さんが京都で殺されてから思い出したことですが或日のこと、道場から帰ったわたしの兄が母に向かって『きょう初めて見たが龍馬の左腕には五寸廻りもある大きなアザがある』と語ったが母はこれを聞くと『可愛そうに龍馬さんもそれでは剣難の相がある』と言って、その後母は非常にその事を心配していました果して龍馬さんは人手に倒れました。（中略）銅像の写真を見ましたが顔の工合といい、眉や刀の差し工合といい本人そっくりです」[135]

- （近江屋養女）すみ「慶応三年十一月十五日でした。もう三日もあれば、殿様が大坂から京都へお着きになる。殿様がお着きになれば、拝謁が叶うて再び帰参ができ、土佐の藩邸にお引き取られになるわけで、長々厄介になった。マア喜んでくれ、わしも屋敷へ帰れるがと、私どもにもお話がございましたが、ちょうどその日に殺されたので、いかにもお気の毒でたまりません。品行はいたって正しい方で、中岡慎太郎さんなぞが来られて、おい才谷、今夜は祇園へ飲みに行こうじゃないかと誘いましても、イヤ少し調べ物があるからよそうと、二階へ閉じこもってばかりいました」

- 千葉佐那坂本龍馬・千葉佐那の碑

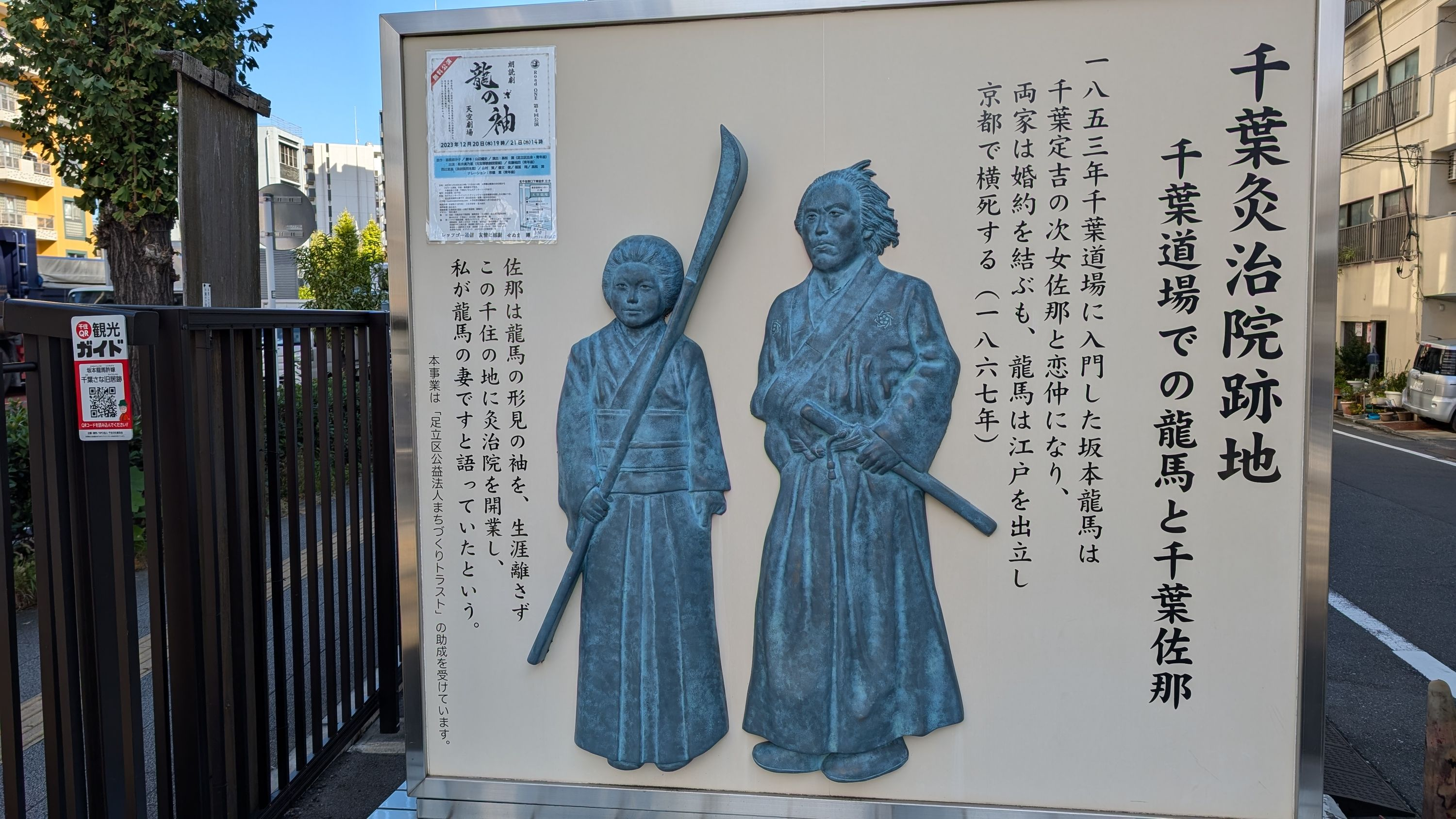
坂本龍馬・千葉佐那の碑

「土佐の坂本さんが私の家に入門してきたのは嘉永六年四月で、坂本さんは十九歳、私は三歳下の十六歳の乙女でございました。坂本さんは翌年六月には帰国し、安政三年八月再び私の道場に参り修行に打ち込んでおりました。更に一年滞在延期の許可を得たとかで引き続いて道場に滞在し、父は坂本さんを塾頭に任じ、翌五年一月北辰一刀流目録を与えましたが、坂本さんは目録の中に私たち三姉妹の名も書き込む様に頼んでおりました。父は『例のないことだ』と言いながら、満更でもなさそうに三姉妹の名を書き込み坂本さんに与えました。坂本さんは二十四歳私は二十一歳となり、坂本さんは入門したときからはずいぶん大人っぽくなりたくましい青年になっておりました。私も二十一歳ぽつぽつ縁談の話もありましたが、私は坂本さんにひかれ、坂本さんも私を思っていたと思いますし、父も坂本ならばと高知の坂本家に手紙を出した様でした。坂本さんは其の年の九月国に帰り再び私の道場へは姿を見せませんでした。兄重太郎に聞けば勝海舟の門下生となり、勤王運動に参加し、江戸に来ても道場に来る間も無いだろうとの事でした。私は心を定めて良い縁談も断り、唯ひたすら坂本さんを待ちましたが、忘れもしない慶応三年十二月三十一歳になっていた私は坂本さんが十一月十五日京都で暗殺されたことを知らされました」
- 楢崎龍
  - 「（龍馬伝の挿絵を見て）この顔は大分似て居ます。頬も、も少し痩せて目は少し角が立って居ました。眉の上には大きな痣があって、その外にも黒子がポツポツあるので写真は綺麗に撮れんのですよ。背にも黒毛が一杯生えて居まして、何時も石鹸で洗うのでした。長州の伊藤助太夫の家内が坂本さんは、ふだんきたない風をして居った顔付も恐ろしい様なんだったが、此間は顔も綺麗に肥え大変立派になって入らっしゃった。きっと死花が咲いたのでしょう、間もなく没くなられたと云いました。これはのちの話です」
  - 「龍馬は、それはそれは妙な男でした。丸で人さんとは一風違って居たのです。少しでも間違った事はどこまでも本を糺さねば承知せず、明白にあやまりさえすれば直にゆるして呉れまして、此の後は斯く斯くせねばならぬぞと、丁寧に教えて呉れました。衣服なども余り綺麗にすると機嫌が悪いので、自分も垢づいた物ばかり着て居りました。一日縦縞の単物をきて出て、戻りには白飛白の立派なのを着て来ましたから、誰れのと問うたら、己れの単衣を誰か取って行ったから、おれは西郷から此の衣物を貰って来たと云いました」
  - 「龍馬の酒量は量り兼ねる」
  - 「龍馬は詩を作らなかったのです」
  - 「坂本はハキハキしたことが好きで、私がどんなことをしたって決して叱るようなことはなかったのです」
  - 「龍馬・中岡が河原町で殺されたと聞き、西郷は怒髪天を衝くの形相凄まじく、後藤を捕えて『おい後藤、貴様が苦情を言わずに土佐屋敷へ入れて置いたら、こむな事にならないのだ。全体土佐の奴等は薄情でいかん』と怒鳴りつけられて後藤は苦い顔をし『いや、苦情を云った訳ではない。実はそこにその色々』、『何が色々だ。面白くも無い、如何だ。貴様も片腕を無くして落胆したろう。土佐、薩摩を尋ねてもほかに、あの位の人物は無いわ。ええ惜しい事をした』と流石の西郷も悔し泣きに泣いたそうです」

- 今井信郎
  - 「策士で海援隊を率いて居た。どうして中々きれたものです。しかし私は坂本なんと云う奴は幕府のためにもならねば、朝廷の御ためにもなるものではない。只事を好んで京都を騒がせる悪漢ゆえ『是非、斬って仕舞はねばならぬ』とは思いましたが、向うも大勢だから、此方も同志をつのろうと云うので、よくよく相談なぞ致しました。さて何れが坂本で何処に居るのか少しも解りませんので（中略）しかし幸いにも不図したことから鮹薬師に居る才谷と云うのが坂本だと云うことを確かめましたから、いよいよ殺って仕舞うことにきめました」[137]
  - 「土佐は恐るるに足らぬが一人の坂本が恐ろしかりき」

- 昭憲皇后
  - 1904年（明治37年）2月、「日露戦争の前夜、葉山の御用邸に滞在の折、37、38歳の武士が白衣で皇后の夢枕に立ち、戦いの際の海軍守護を誓った」という。宮内大臣田中光顕に下問したところ、田中は「坂本龍馬の霊である」とし、これが新聞に掲載されて国民の士気を鼓舞し、霊山官祭招魂社内にある坂本龍馬の墓前に忠魂碑が建立されるに至った。また龍馬の死後落魄していた未亡人のお龍が世間に再評価されるきっかけともなった。

## 人物

### 女性関係
龍馬の女性関係は華やかである。恋人とされる女性には史実で明らかになっているだけでも平井加尾、千葉さな子、そして妻の楢崎龍などがいる。
その他に、高知の漢方医の娘・お徳 や公家の腰元・お蝶、長崎の芸妓・お元、京都の旅宿の娘・お国 などの名が伝わるが詳細真偽は不明である。多くの女性は、坂本龍馬と出会って、命がけで助けようとしたとされる。フィクションの世界では、断片情報から龍馬が女性に好かれたとの記録が残っていることから、さらに多くの女性を登場させている。これは、藩の要職にあったほかの歴史的志士と違い、一介の素浪人にすぎない龍馬の記録が極めて限定的なことから、記録があまり残っていないため推測の余地が大きく「おそらくこうであったろう」との作家らの推測で記述されている。その多くは、美男子との記述が特に残されていない龍馬が女性に好かれたのは、人間的魅力に溢れていたことを示唆し、その女性関係も龍馬人気の一助となっている。

### 手紙と変名
- 現存または筆写された龍馬の手紙は、一部で疑問視されるものも含めて、約130通が確認されている。もっとも多いのは姉・乙女宛のもので13通、次に伊藤助太夫と佐々木高行宛の各12通、これに三吉慎蔵宛が10通、桂小五郎宛が9通と続いている。ほかに乙女宛と推定されるものが2通、乙女・おやべ[注 45] 連名のものも2通、兄の坂本権平・乙女・おやべ連名のものが1通、乙女と姪の坂本春猪連名のものも1通あり、乙女を対象としたものが圧倒的に多い。妻・お龍宛の手紙は1通のみ残されている。
- 姉・乙女に宛てた手紙には文久3年5月の手紙のように「勝海舟の門弟になったこと」を「エヘンエヘン（咳ではなく「偉いだろう」の意）」とユーモラスに自慢しているものがあり、龍馬の暖かい人間性をほうふつとさせている。その後も乙女には詳しく自分の行動を報告する習慣があったようだ。[142]。なお、通称「エヘンの手紙」と呼ばれる文久3年5月の手紙は、龍馬の亡き後、元宮内大臣だった田中光顕の手に渡り、昭和3年の昭和天皇即位の御物として献上され、天皇が崩御した後は国へ寄贈された。そして平成5年11月に開館した三の丸尚蔵館にて、平成10年に一般公開されたことがある[143]。
- 龍馬の変名としては、慶応2年（1866年）11月16日付で溝淵広之丞に宛てた手紙に、初めて記された「才谷梅太郎（さいたに うめたろう）」とあるが、慶応元年9月9日付で乙女とおやべに宛てた手紙には「西郷伊三郎」と名乗っていることが記されている。ほかに「高坂龍次郎」「大浜涛次郎（とうじろう）」「取巻の抜六（とりまきのぬけろく）」などがある。なお、これは変名ではないが、慶応3年（1867年）11月13日付と推定される陸奥宗光に宛てた手紙では、「自然堂（じねんどう）」の号を署名している[144]。

関義臣「坂本龍馬を、りうまと訓む物があるが、これはれうまで無くてはならぬ。りうは関東の訛りで、関西では総てれうと云う。りうの彫物、富士越のりうと云っては、関西では何のことやら解らぬ。やはりれうの彫物、富士越のれうである。坂本自身もれうまと云っていた。薩州の文書の中には、坂本良馬と書いたのがあるのを見ても、れうと訓むべきが当然ぢゃ」（『実録維新十傑』第9卷）
有馬藤太「先生（西郷）は龍馬（りょうま）を龍馬（りうめ）と呼んでいた」

### 愛用の品

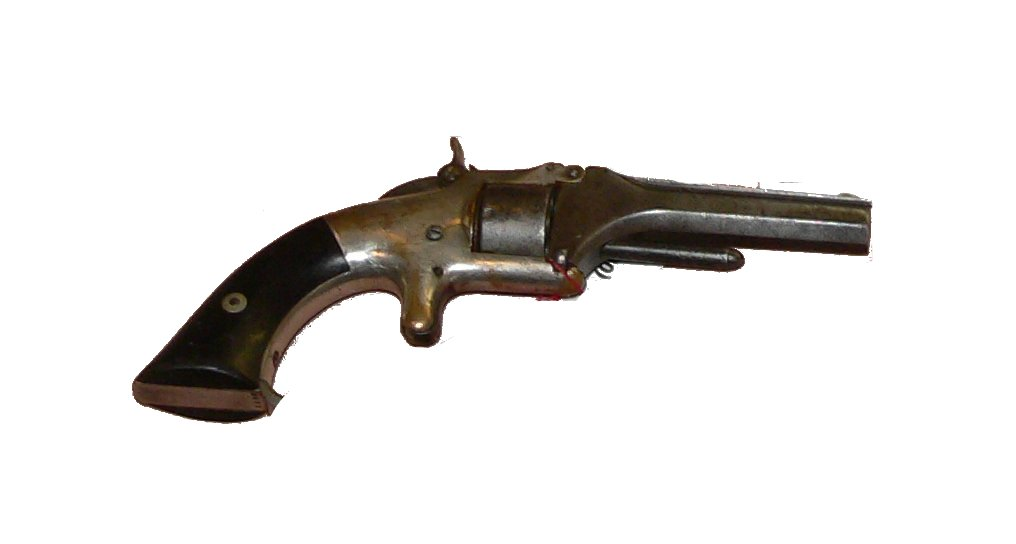
S&W モデル1

- 当時、土佐藩士の間では長刀をさすことが流行していた。あるとき龍馬の旧友の檜垣清治が龍馬と再会したとき、龍馬は短めの刀を差していた。そのことを指摘したところ「実戦では短い刀のほうが取り回しがよい」と言われ、納得した檜垣は短い刀を差すようにした。次に再会したとき、檜垣が勇んで刀を見せたところ龍馬は懐から拳銃を出し「銃の前には刀なんて役にたたない」と言われた。納得した檜垣は拳銃を早速買い求めた。三度再会したとき、檜垣が購入した拳銃を見せたところ龍馬は万国公法（国際法）の洋書を取り出し「これからは世界を知らなければならない」といわれた。もはや檜垣はついていけなかったという。龍馬の性格を鮮やかに描写している逸話として有名だが、当事者の檜垣清治は文久2年（1862年）に人を殺めて投獄され、維新後に赦免されるまで獄中にあり、龍馬と再会することはなく、大正3年（1914年）に著された千頭清臣『坂本龍馬』における創作である[145]。
- 龍馬が愛用した拳銃は2丁あると言われている。ひとつは高杉晋作から贈呈された S&W モデル 2 アーミー（英語版）32口径6連発で、寺田屋事件の際に火を噴いたのはこの銃であると言われている。後日、兄・坂本権平宛ての手紙の中で「右銃ハ元より六丸込ミな礼（れ）ども、其時ハ五丸のミ込てあれば」と6連発銃であることを示唆している。しかし同事件の際に紛失し、のちに買い求めたのが S&W モデル 1 1/2（英語版）32口径5連発で、これは妻・お龍とともに1丁ずつ所持し、姉・乙女宛てに「長サ六寸計（ばかり）五発込懐剣より八ちいさけれども、人おうつに五十間位へだたりて八打殺すことでき申候」と書き送っている。薩摩滞在時はこれで狩猟などを楽しんだという。当然この銃は暗殺されたときも携帯していたが、発砲することなく殺害されている。

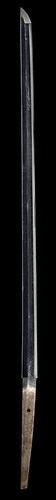
吉行

- 龍馬はその生涯において多数の刀剣を所持している。龍馬が所持していたとされる刀4振りのうち「吉行」など2振りは京都国立博物館が、1振りは高知県立坂本龍馬記念館が所蔵し、1振りは行方不明になっているが、これら4振りを研ぎなおす前に墨でとった「押し型」が北海道釧路市で発見されている[146]。近江屋事件の際には刃渡り二尺二寸で反り浅めの新刀、銘「吉行」を帯びていた。福永酔剣によれば、これは刺客（見廻組渡辺吉太郎が自供）の太刀（無銘、大和保昌一派、刃渡り二尺四寸程度。明治三十年代に佐伯理一郎氏に譲渡される）を鞘ごと受けた際に匁の部分を三寸ほど、刀身に至るまで削られている。[147]。なお龍馬の手紙には、随所にこの吉行の話が出てくる。彼が兄・権平に求めた先祖伝来の一品で、慶応3年（1867年）2月、山内容堂に会見するため土佐を訪れた西郷隆盛に「吉行」の刀をことづけ、3月中旬ごろ長崎の龍馬のもとに届いた。京都に行くときは、いつもこれを差して、兄からの贈り物だと自慢していた[148][注 46]。龍馬の死後、この吉行は明治4年（1871年）に坂本家を継いだ甥の小野淳輔の手元に残された[149]。
- 他に龍馬が所有していた刀剣として、三吉慎蔵に形見として与えられた伝相州正宗の無銘刀、姉の岡上乙女に形見として与えられた刃渡り二尺四分直刀の銘備前修理亮盛光と刃渡り八寸二分半 直刃無銘（1867年に毛利敬親に謁見した際に拝領した粟田口吉光の短刀と福永酔剣は推察している）、お竜が形見としていたものの明治時代に手放したあと、宮内省へ献上され射撃コンクール優勝者の松永正敏に下賜されたのち軍刀として拵え直された磨り上げ無銘 伝備前元重、晩年のお竜が世話になった旧広島藩（安芸藩か広島新田藩かは不明）士族西原只乃進へ贈与し大正元年に山内豊中が購入した刃渡り二尺 大磨り上げ無銘 鞘書き相州秋広、同じくお竜が手放したと思われる田内宇吉氏所蔵の左行秀の短刀、第二次世界大戦前に高知城懐徳館が龍馬の佩刀として陳列していた刃渡り二尺六寸六分 銘相州鎌倉住国秀 嘉永七歳八月日、生前の龍馬が薩摩志士吉井幸輔に贈った大磨り上げ無銘 茎に「神崎則休指料」の銀象眼入り（明治四十年に本阿弥成善が肥後の延寿物と鑑定、鞘書き）が確認されている[151]。これらのうち、松永正敏の旧蔵した元重は昭和に入り山形県の個人の所有となり、その縁から山形市最上義光歴史館に寄託されている（通常非公開）[152]。
- 龍馬が姉・乙女などに宛てる手紙などの紙入れとして使った三徳。江戸時代に紙入れとして流行したもの。遊里に出入りし、都々逸を謡ったという粋なセンスを感じる品。牡丹と菊の模様が綴織され、金具には二羽の蝶がデザインされている。縦十四・五センチ、横二一・五センチ。
- 常に懐へ懐中時計を忍ばせていたとされ、長崎で井上俊三に撮らせた有名な立ち姿の写真には、懐から時計のゼンマイを巻くキーに接続する紐（鎖の可能性もある）が写っており、日常的に携帯していた[153]。

### 身体的特徴
- 一説では身長6尺（約180cm）[注 47]とされ、江戸時代の当時としてはかなりの大男であったといえる。なお、ほかの研究では165cmや169cm・62kg[154]という説もある。
- 親戚である武市半平太も大男で、武市とは「アギ（あご）」「アザ（痣）」とあだ名で呼び合う仲だった。

### その他のエピソード
龍馬のエピソードには、素朴な人間愛を感じるものが多い。
- 龍馬の従弟山本琢磨が切腹を申しつけられたとき、「こんなことで死ぬな。ばかばかしい」と逃がしたという。琢磨はのちにニコライの弟子となり、大司教として一生を終えた[155]。
- 母親代わりに育ててくれた三女で姉の乙女をとにかく好きで信頼していたのか、手紙も乙女や乙女との連名の手紙が妻のお龍よりはるかに多い。恋した女性の相談も乙女に話していた。

## 歴史教育

### 坂本龍馬が掲載された教科書
明治初年教科書（学制発布から検定制度確立まで）
- 『近世史畧. 卷ニ』椒山野史著、紀伊国屋才輔・紀伊国屋徳蔵（明治5年）[157]
- 『近事紀略』石津賢勤編、北村四郎兵衛（明治6年）[158]
- 『近世事情.三篇』 山田俊蔵 著者刊 （明治7年） [159]
- 『近世紀聞.七編巻一』条野伝平、染崎延房共著金松堂（明治8年）[160]
- 『近世内国史略. 利』太田秀敬 編、万笈書屋（明治10年）
- 『近世太平記.巻之中』吉村明道 、片野東四郎（明治8～12年）
- 『近世史略. 再刻 巻二』山口謙、稲田佐兵衛等（明治8～13年）

教科書検定制度確立以降（明治20年〜）
- 『皇國史要.下』勝浦鞆雄 著、吉川半七版（明治27年）
- 『中学日本史』重田定一・高山栄一著、内田老鶴圃（明治32年）
- 『中学日本史 下巻』箕田申之著、吉川半七（明治33年）
- 『高等小學校.尋常小學校用唱歌科教科書.國母陛下の御瑞夢』加藤義清作歌、寺田伊助編（明治37年）[161]
- 『日本史』島村東洋編、修学堂（明治41年）
- 『日本通史』高桑駒吉著、弘道館（大正元年）
- 『国民日本歴史』高橋俊乗、藤山房（大正7年）
- 『新日本史』中等教科研究会、 有精堂書店（大正8年）
- 『検定小學唱歌.第六学年  皇后陛下御瑞夢』納所弁次郎 編、京文社（昭和4年）
- 『増訂国民日本歴史』高橋俊乗著、冨山房（昭和5年）
- 『大日本青年教科書.巻2』大日本図書株式会社編、大日本図書（昭和11年）
- 『新修国史 初学年用』及川儀右衛門著、星野書店（昭和14年）

国定教科書（明治36年～昭和20年）
- 『高等小學國史下巻』文部省編纂、日本書籍（大正13年～昭和15年）
- 『初等科国史 下』文部省編纂、東京書籍（昭和18年）

## 関連作品
小説・舞台・映画・ドラマ・楽曲・漫画・ゲームなど。

## 関連施設・銅像など

### 名前を冠した施設
- 龍馬の銅像がある高知県高知市桂浜近くには平成3年（1991年）11月に開館された高知県立坂本龍馬記念館がある。
- 龍馬の出生地である高知市上町には平成16年（2004年）に開館された高知市立龍馬の生まれたまち記念館があり、周辺の史跡をめぐるルートとして「龍馬を育てた道」と名づけられた道がある。全国で唯一、実在する人物の名前のついた郵便局である龍馬郵便局（既存局を改称）もある。
- 龍馬の同僚であった海援隊隊士の新宮馬之助の出身地である香南市野市町には蝋人形館の龍馬歴史館がある。
- 亀山社中が結成された長崎県長崎市には平成元年（1989年）に建立された坂本龍馬之像と同7年（1995年）に建立された龍馬のぶーつ像がある。
- 坂本家の子孫にゆかりがある北海道函館市には平成21年（2009年）11月より開設された北海道坂本龍馬記念館がある。
- 平成17年（2003年）8月、高知県内経済団体などから成る「高知・龍馬空港を実現する会」の請願活動により、橋本大二郎高知県知事が高知空港の愛称を「高知龍馬空港」とすることを表明。同年11月15日に愛称が公式化された[162]。

### その他
- 平成22年（2010年）のNHK大河ドラマ『龍馬伝』の番組と並行してら2010年NHK大河ドラマ特別展「龍馬伝」と称して、江戸東京博物館、京都文化博物館、高知県立歴史民俗資料館、長崎歴史文化博物館と4か所で坂本龍馬に関する展示会が行われた。坂本龍馬の手紙や遺品など170点を一堂に集めた過去最大の龍馬展となり、入場者数は東京14万1,000人、京都6万7,000人、高知3万2,000人、長崎4万6,000人を記録した。
- 平成22年（2010年）、郵便局会社近畿支社が作製した龍馬とおりょうの写真を用いたオリジナルフレーム切手が販売されたが、原写真の持ち主である井桜直美から無断使用のクレームが神戸にある制作元の印刷会社に寄せられ、発行元の郵便局は発売を中止にした。しかし、この判断については、龍馬の写真自体はパブリック・ドメインになっているため、誤った判断ではないかとの指摘がなされている[163]。
- 京都国立博物館には数か所の血痕が残る掛け軸が所蔵されている。それは淡海槐堂が暗殺当日に誕生日祝いとして贈った『梅椿図』という作品である。付着した血痕は暗殺された龍馬らのものとされている。
- 平成12年（2000年）、京都国立博物館所蔵の坂本龍馬関係の資料が国の重要文化財に指定された。幕末の人物資料が重文に指定されるのは初めてだった。龍馬が乙女宛てに、西郷との交流や妻・お龍との新婚生活ぶりを詳細に記した書状や、海援隊に関する基礎資料などの記録類、『梅椿図』、衣類なども指定された[164]。
- 平成24年（2012年）に高知県が展開した観光キャンペーン『リョーマの休日』のポスターは、当時同県の観光大使をしていた大橋巨泉が発案し、坂本龍馬に扮した同県の尾﨑正直知事がスクーターにまたがるという構図だったが、この構図が、彫刻家・岩崎祐司の彫刻作品（タイトルは同じ『リョーマの休日』）と酷似しているとの指摘が、同県に対して岩崎サイドをはじめ複数から出された。県は「大橋さんのアイデアであり、著作権の問題は生じておらず、問題ない」と主張している一方、岩崎サイドは「一言断りを入れるべきでは」とコメントしている[165]。
- 龍馬が与えられた免状「北辰一刀流長刀兵法目録」は長年行方不明になっていたが、平成27年（2015年）11月、高知県香南市の龍馬歴史館に保管されていたことが判明した。また、龍馬が取得したのは剣術ではなく薙刀術であると疑問視されていたが、この問題も終止符を打つことになる。北海道の坂本家が高知県立坂本龍馬記念館に寄託した資料に剣術皆伝書の存在を示す文書が残っていた。北海道で行われた坂本龍馬遺品展に関する遺品預かり書の写しで、明治43年（1910年）8月30日付。秘伝巻物として「北辰一刀流兵法箇条目録」「北辰一刀流兵法皆伝」「北辰一刀流長刀兵法皆伝」と記されていた。